# پرنده سیاه (کار اجباری)

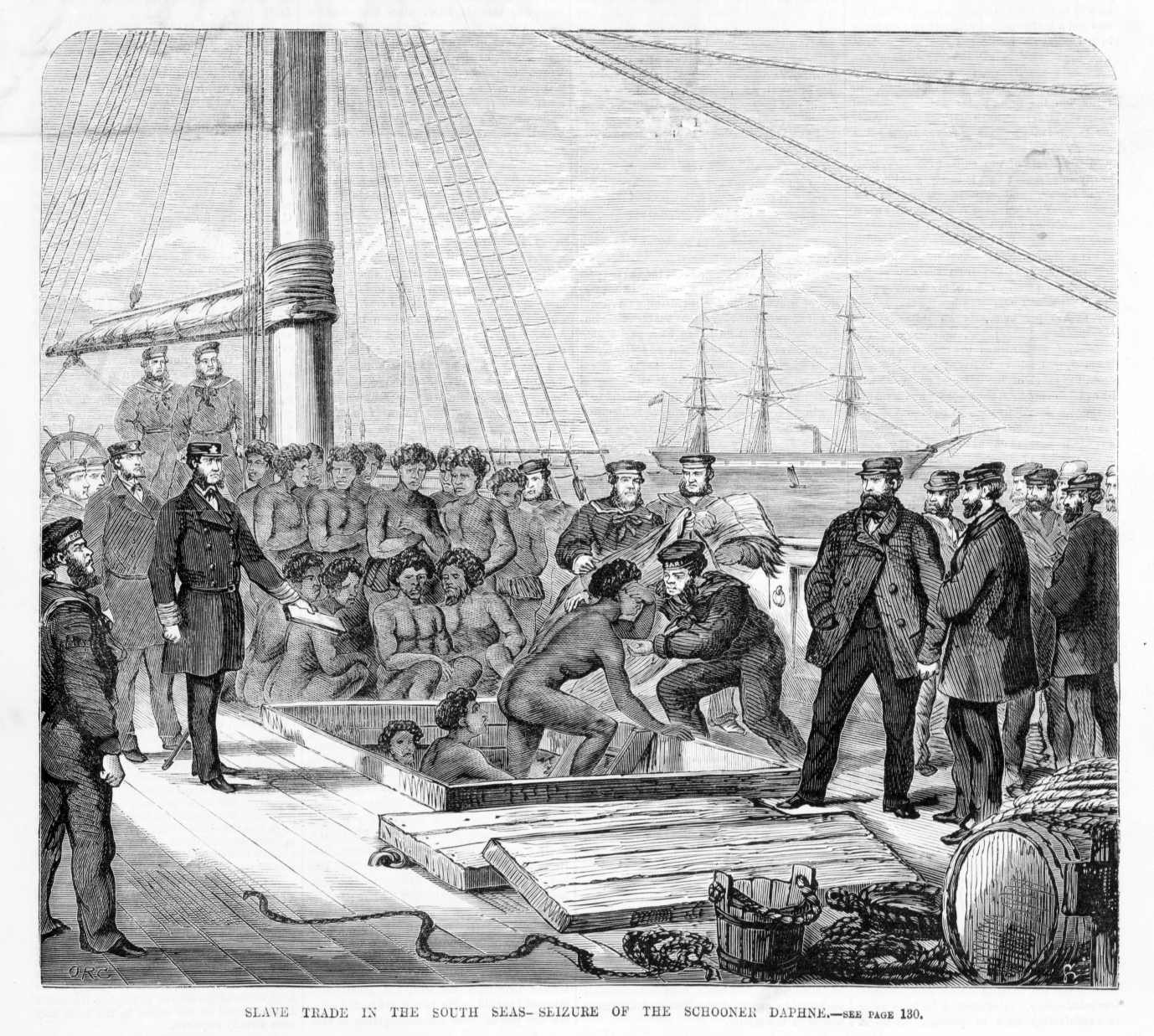
در سال۱۸۶۹، اچ‌ام‌اس رسریو اسکله پرنده سیاه را گرفت و مسافران آن را آزاد کرد.

کار اجباری (پرنده سیاه) اشاره به اجبار افراد از طریق فریب یا آدم‌ربایی برای کار به عنوان برده یا کارگر با دستمزد پایین در کشورهای دور از سرزمین مادری خود است. بلک بردینگ (پرنده سیاه)، این اصطلاح بیشتر در مورد انتقال گسترده مردم بومی به جزایر متعدد در اقیانوس آرام در قرن ۱۹ و ۲۰ به کار رفته است. آنها از مکان‌هایی مانند پاپوآ گینه نو، جزایر سلیمان، وانواتو، نیوئه، جزیره ایستر، جزایر گیلبرت، تووالو، جزایر فیجی و جزایر مجمع الجزایر بیسمارک و غیره به بردگی گرفته شده‌اند.
تقاضا برای این نوع نیروی کار ارزان اساساً از سوی مستعمره نشینان اروپایی در نیو ساوت ولز، کوئینزلند، ساموآ، کالدونیای جدید، فیجی، تاهیتی و هاوایی و همچنین مزارع در پرو، مکزیک و گواتمالا بود. به مالکان و کاپیتان‌ها و کسانی که این کشتی‌ها را می‌راندند بلک بردر می‌گفتند. کار بر روی مزارع نیشکر، پنبه و قهوه در این سرزمین‌ها، عمده‌ترین مکان‌های استفاده ازآنها بود، اما در صنایع دیگر نیز از آنها بهره بکشی می‌شد. کشتی‌های بلک بردینگ از دهه ۱۸۴۰ در اقیانوس آرام شروع به فعالیت کردند که تا دهه ۱۹۳۰ ادامه یافت.. پرندگان سیاه از قاره آمریکا به دنبال کارگرانی برای مزارع خود و پیدا کردن گوانو در جزایر چینچا بودند، در حالی که تجارت پرنده سیاه که توسط استعمارگران در مکان‌هایی مانند کوئینزلند، فیجی و کالدونیای جدید سازماندهی شده بود از کارگران در مزارع استفاده می‌کرد، به ویژه آنهایی که شکر تولید می‌کردند.
نمونه‌هایی از کاراجباری (پرنده سیاه) در خارج از اقیانوس آرام جنوبی شامل روزهای نخستین صنعت مرواریدسازی در استرالیای غربی در خلیج نیکول و بروم است، جایی که استرالیایی‌های بومی از مناطق اطراف به کار اجباری برده می‌شدند.
اعمالی شبیه کار اجباری (پرنده سیاه) تا به امروز ادامه دارد. یک مثال، آدم‌ربایی و اجبار، اغلب با تهدید اسلحه، از مردم بومی در آمریکای مرکزی برای کار به عنوان کارگر مزرعه در منطقه است. آنها در شرایط بد زندگی بودند، در معرض میزان زیاد آفت کش‌ها قرار دارند و با دستمزد بسیار کمی کارهای سخت انجام می‌دهند.

## ریشه‌شناسی
این اصطلاح ممکن است مستقیماً به عنوان «گرفتن پرنده سیاه» شکل گرفته باشد. «پرنده سیاه» یک اصطلاح عامیانه برای مردم بومی محلی بود.

## استرالیا

### نیو ساوت ولز
اولین عملیات بزرگ پرنده سیاه در اقیانوس آرام از خلیج توفولد در نیو ساوت ولز انجام شد. یک کشتی متشکل از ۶۵ کارگر ملانزی در ۱۶ آوریل۱۸۴۷ با کشتی ولوسیتی به فرماندهی کاپیتان کروپز و اجاره شده توسط بنجامین بوید به بویدتاون رسید. بوید یک استعمارگر اسکاتلندی بود که می‌خواست کارگران ارزان‌قیمتی در اجاره‌گاه‌های بزرگ دامداری‌اش در مستعمره نیو ساوت ولز کار کنند. او دو خرید دیگر از ساکنان جزایر دریای جنوبی را تأمین مالی کرد که ۷۰مورد از آنها در سپتامبر۱۸۴۷ به سیدنی رسیدند و ۵۷ مورد دیگر در اکتبر همان سال.بسیاری از این جزیره نشینان به زودی از محل کار خود فرار کردند و در خیابان‌های سیدنی گرسنه و بی بضاعت مشاهده شدند. گزارش‌های خشونت، آدم‌ربایی و قتلی که در هنگام استخدام این کارگ۱۸۴۸ با یک تحقیق سر بسته که تصمیم گرفت هیچ اقدامی علیه بوید یا کیرسوپ انجام ندهد،منتشر شد.تجربه استثمار نیروی کار ملانزی در استرالیا متوقف شد تا اینکه رابرت تاونز در اوایل دهه۱۸۶۰ این عمل را در کوئینزلند آغاز کرد.

### کوئینزلند

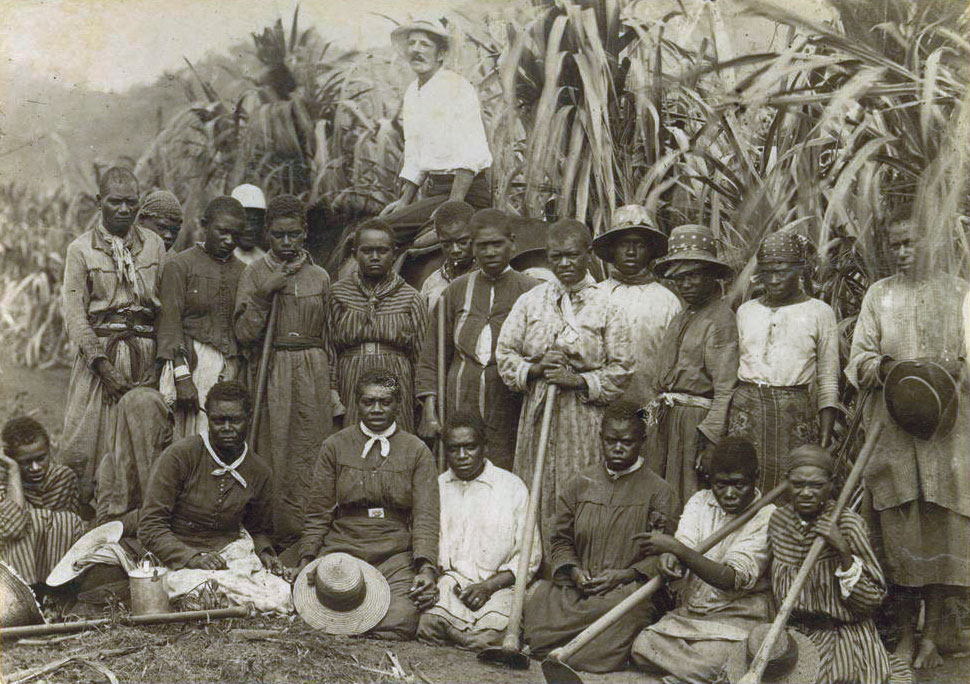
کارگران کاناکا در یک مزرعه نیشکر در کوئینزلند، اواخر قرن نوزدهم.

تجارت نیروی کار کوئینزلند در جزیره‌نشینان دریای جنوبی، یا همان‌طور که معمولاً کاناکاس نامیده می‌شود، از سال۱۸۶۳ تا ۱۹۰۸ در یک دوره ۴۵ ساله پررونق بود. حدود ۵۵۰۰۰ تا ۶۲۵۰۰ به استرالیا آورده شدند، که بیشتر آنها از جزایر ملانزی مانند هبریدز نو (وانواتو کنونی)، جزایر سلیمان و جزایر اطراف گینه نو به خدمت گرفته شدند یا به دام سیاه افتادند. اگرچه روند به دست آوردن این «کارگران تحت قرارداد» از آدم‌ربایی خشونت‌آمیز با اسلحه تا مذاکرات نسبتاً قابل قبول متفاوت بود، اکثر افراد وابسته به این تجارت به عنوان پرنده سیاه در نظر گرفته می‌شدند. اکثر افراد گرفته شده مرد و حدود یک چهارم افراد زیر شانزده سالسن داشتند. در مجموع، حدود ۱۵۰۰۰کاناکا هنگام کار در کوئینزلند جان خود را از دست دادند، رقمی که شامل کسانی نمی‌شود که در حین انتقال از بین رفته‌اند یا در فرایند استخدام کشته شده‌اند. این نشان دهنده نرخ مرگ و میر ۳۰٪ است که با توجه به اینکه اکثر آنها فقط در قراردادهای سه ساله بودند، بالا است. همچنین به‌طور قابل توجهی مشابه میزان مرگ و میر ۳۳درصدی بردگان آفریقایی در سه سالاول واردات به آمریکا است.

#### رابرت تاونز و اولین محموله‌ها

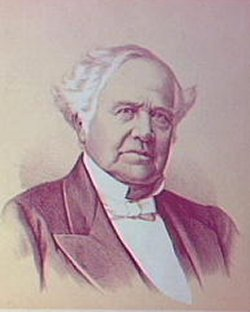
رابرت تاونز

در سال۱۸۶۳، رابرت تاونز، یک تاجر چوب صندل و نهنگ بریتانیایی ساکن سیدنی، می‌خواست از کمبود پنبه در سراسر جهان به دلیل جنگ داخلی آمریکا سود ببرد. او ملکی به نام تاونسویل در رودخانه لوگان در جنوب بریزبن خرید و ۱۶۰ هکتار (۴۰۰ جریب فرنگی) پنبه کاشت. شهرها خواهان نیروی کار ارزان برای برداشت و تهیه پنبه بودند و تصمیم گرفتند نیروی کار ملانزی را از جزایر وفاداری و نیوهبریدها وارد کنند. کاپیتان گروبر همراه با استخدام کننده نیروی کار هنری راس لوین در دون خوان ،۷۳ نفر از ساکنان جزیره دریای جنوبی را در اوت۱۸۶۳ به بندر بریزبن آوردند شهرها به‌طور خاص مردان نوجوان را می‌خواستند. بنا بر گزارش‌ها، برای به دست آوردن این پسران، استخدام و آدم‌ربایی صورت گرفته است. طی دو سال بعد، تاونز حدود ۴۰۰ ملانزی دیگر را با یک تا سه سالکار به تاونسویل وارد کرد. آنها با عمو تام (کاپیتان آرچر اسمیت) و بلک داگ (کاپیتان لینکلیتر) آمدند. در سال۱۸۶۵، تاونز زمین‌های بزرگی را در شمال دورکوئینزلند به دست آورد و هزینه تأسیس بندر تاونزویل را تأمین کرد. او اولین واردات نیروی کار ساکنان جزیره دریای جنوبی را در سال۱۸۶۶ به آن بندر ترتیب داد. آنها زیر نظر کاپیتان ادواردز سوار بلو بل شدند. تاونز در پایان دوره کاری به کارگران کاناکا ب جای پول نقد جواهرات بدل می‌داد. کارگزار او ادعا کرد که کارگران (پرنده سیاه) «وحشیانی هستند که استفاده از پول را نمی‌دانستند» و بنابراین مستحق دستمزد نقدی نیستند. جدا از تعداد کمی نیروی کار ملانزیایی که برای تجارت بیچ دمر در اطراف بوون وارد می‌شد، رابرت تاونز تا سال۱۸۶۷ استثمارگر اصلی نیروی کار پرنده سیاه بود.

#### گسترش و قانون گذاری
تقاضای زیاد برای نیروی کار بسیار ارزان در صنایع قند و چوپانی کوئینزلند، منجر به این شد که استخدام‌کننده اصلی نیروی کار تاونز، هنری راس لوین، و استخدام‌کننده دیگری به نام جان کراسلی، خدمات خود را برای سایر مالکان زمین ارائه دهد. در سال۱۸۶۷،پادشاه اسکار ،اسپانکی ،فانی نیکلسون و پریما دونا همراه با نزدیک به ۱۰۰۰ کاناکا که در بنادر بریزبن ،بوون و مکی تخلیه شدند، بازگشتند. این ورود همراه با اطلاعاتی مبنی بر اینکه کارگرانی که به تازگی وارد شده بودند هر کدام به قیمت ۲ پوند فروخته می‌شدند و آدم‌ربایی حداقل تا حدی در مراحل استخدام صورت می‌گرفت، باعث ایجاد ترس از تجارت جدید و در حال رشد برده شد. این ترس‌ها زمانی بیشتر شد که مقامات فرانسوی در کالدونیای جدید شکایت کردند که کراسلی نیمی از ساکنان روستایی در لیفو را دزدیده است، و در سال۱۸۶۸ زمانی که کاپیتان مک ایچرن از سیرن در بریزبن لنگر انداخت با ۲۴ عضو مرده جزیره، رسوایی شکل گرفت و گزارش داد که ۹۰ نفر باقی مانده در هیئت با زور و فریب به کار گرفته شدند. با وجود این جنجال، هیچ اقدامی علیه مک ایچرن یا کراسلی انجام نشد.
بسیاری از اعضای دولت کوئینزلند قبلاً یا در تجارت نیروی کار سرمایه‌گذاری کرده بودند یا از کاناکاس‌ها روی زمین‌های خود کار می کشدیدند؛ بنابراین، قانون ۱۸۶۸ در مورد تجارت در قالب قانون کارگران پولینزی، که به دلیل ناکارامدی سیرن به تصویب رسید و هر کشتی را ملزم به داشتن مجوز و حمل یک عامل دولتی برای رعایت فرایند استخدام می‌کرد، از نظر ضمانت عملی ضعیف بود. و حتی ضعیف تر اجرا می‌شد. مأموران دولتی اغلب با پاداش‌هایی که برای کارگرانی که «به خدمت گرفته شده بودند» یا توسط الکل نابینا شده بودند، فاسد می‌شدند و برای جلوگیری از فریب دادن ساکنان جزیره توسط ناخدا در داخل کشتی یا درگیر شدن با خشونت به گونه ای دیگر، کاری انجام ندادند. این قانون همچنین مقرر می‌داشت که کانکاها نباید بیش از ۳ سالقرارداد داشته باشند و برای کارشان ۱۸ پوند پرداخت شود. این دستمزد بسیار پایینی بود که فقط در پایان سه سالکار آنها پرداخت می‌شد. علاوه بر این، سیستمی که به موجب آن ساکنان جزیره به شدت تحت تأثیر قرار می‌گرفتند تا قبل از بازگشت به خانه، کالاهای گران‌قیمت با کیفیت پایین را در مغازه‌های تعیین‌شده خریداری کنند، آنها را برای گرفتن پولهایشان بیشتر فریب می‌داد. این قانون به جای محافظت از ساکنان جزایر دریای جنوبی، در واقع به نوعی برده داری در کوئینزلند را مشروعیت بخشید.
برخی مقامات در لندن به قدری نگران این وضعیت بودند که به یک کشتی نیروی دریایی سلطنتی مستقر در ایستگاه استرالیا در سیدنی دستور دادند تا یک سفر دریایی را انجام دهد. در سال۱۸۶۹، به فراچ‌ام‌اس رسریو ماندهی کاپیتان جورج پالمر موفق شد یک کشتی (پرنده سیاه) پر از جزیره نشینان را در فیجی رهگیری کند. دافنه تحت فرماندهی کاپیتان داگت و مجوز در کوئینزلند برای هنری راس لوین، توسط پالمر مملو از «برده آفریقایی» توصیف شد. حتی با وجود اینکه یک مأمور دولتی درانجا حضور داشت، جزیره‌نشین‌های استخدام شده در شرایط بدی بودند و از آنجایی که انگلیسی نمی‌دانستند و مترجمی نداشتند، نمی‌دانستند چرا آنها را منتقل می‌کنند. پالمر کشتی را تصرف کرد، کاناکاها را آزاد کرد و کاپیتان داگت و صاحب کشتی توماس پریچارد را به خاطر بردگی دستگیر کرد. داگت و پریچارد برای محاکمه به سیدنی برده شدند، اما همه اتهامات به سرعت رد شد و زندانیان آزاد شدند. علاوه بر این، آلفرد استفن، رئیس دادگاه عالی نیو ساوت ولز دریافت که کاپیتان پالمر به‌طور غیرقانونی دافنه را تصرف کرده و به او دستور داده تا به داگت و پریچارد غرامت بپردازد. هیچ مدرک یا اظهاراتی از جزیره نشینان گرفته نشد. این تصمیم، که اقدامات بشردوستانه آشکار یک افسر ارشد نیروی دریایی سلطنتی را تحت تأثیر قرار داد، به تجارت پرنده سیاه در خارج از کوئینزلند مشروعیت بیشتری بخشید و به آن اجازه داد تا گسترش یابد. همچنین اقدامات فرماندهان نیروی دریایی را در برخورد با حوادث در دریاهای آزاد و همچنین جنایات علیه بسیاری از مبلغانی که در جزایر کار می‌کردند، محدود کرد.

#### تجارت کاناکا در دهه ۱۸۷۰

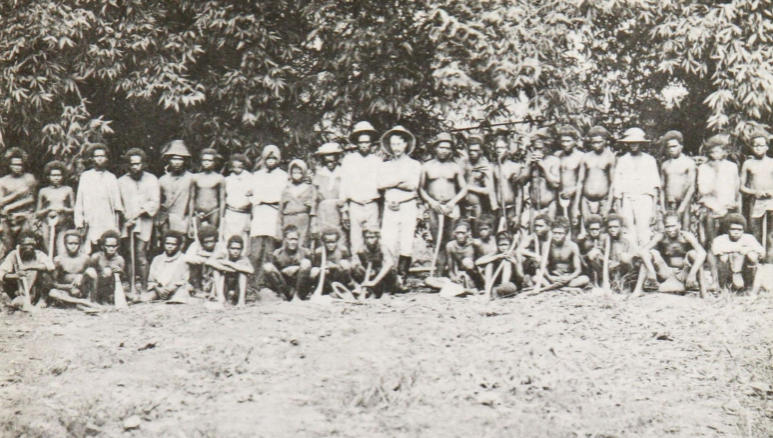
نوجوانان ساکن جزایر دریای جنوبی در مزرعه رودخانه هربرت در اوایل دهه ۱۸۷۰

استخدام ساکنان جزایر دریای جنوبی خیلی زود به یک صنعت تثبیت شده تبدیل شد و کشتی‌های کارگری از سراسر شرق استرالیا توانستند کاناکاس‌ها را برای بازارهای کوئینزلند و فیجی ببرند. ناخدای چنین کشتی‌هایی حدود ۵ شیلینگ به ازای هر استخدام به عنوان مشوق «سرپول» دریافت می‌کردند، در حالی که صاحبان کشتی‌ها کانکاها را از هر جایی بین ۴ تا ۲۰ پوند به ازای هر سر می‌فروختند. کاناکاهایی که در Bobtail Nag حمل می‌شدند دیسک‌های فلزی حک شده با یک حرف الفبا به گردنشان آویزان بود تا شناسایی آسان شود. ماریبورو و بریزبن به مراکز مهم تجارت با کشتی‌هایی مانند اسپانکی ،جیسون و لیتونا تبدیل شدند که سفرهای مکرر استخدام از این بنادر را انجام می‌دادند. گزارش‌هایی مبنی بر تیراندازی، آدم‌ربایی و خشونت علیه این کشتی‌ها با کاپیتان وینشیپ از لیتونا به ربودن و واردات پسران کاناکا بین ۱۲ تا ۱۵ سالبرای مزارع جورج راف در کابولچر متهم شد. فرماندار کوئینزلند پرس و جو کرد و «دریافت که تعداد کمی از ساکنان جزیره بین چهارده تا شانزده سالسن داشتند، اما آنها نیز مانند سایر کسانی که آنها را همراهی می‌کردند، بدون هیچ فشاری با هم درگیر شده بودند و کاملاً خوشحال و راضی بودند». مبلغان در نیوهبریدها ادعا کردند که یکی از خدمه اسپانکی دو سرباز استخدام شده را با تیراندازی به آنها کشت، اما مأمور مهاجرت چارلز جیمز نیکولز که در کشتی بود این اتفاق را رد کرد. اتهامات آدم‌ربایی علیه کاپیتان جان کوث از جیسون مطرح شد. فقط کاپیتان کوث به محاکمه کشیده شد و با وجود اینکه مجرم شناخته شد، به زودی مورد عفو قرار گرفت و اجازه داده شد دوباره وارد تجارت نیروی کارشود. تا ۴۵نفر از کاناکاهای وارد شده توسط کوث در مزارع اطراف رودخانه مری مردند. در همین حال، هنری راس لوین، استخدام کننده معروف، به تجاوز به یک دختر بالغ جزیره ای متهم شد. با وجود شواهد قوی، لوین تبرئه شد و دختر بعداً به قیمت ۲۰ پوند در بریزبن فروخته شد.
در دهه ۱۸۷۰، ساکنان جزایر دریای جنوبی نه تنها در مزارع نیشکر در امتداد ساحل کوئینزلند کار می‌کردند، بلکه به‌طور گسترده به عنوان چوپان در دامداری‌های بزرگ در داخل و به عنوان صیاد مروارید در تنگه تورس استفاده می‌شدند. آنها تا غرب تا هوگندن ،نورمنتون و بلکال برده شدند. تعدادی از ساکنان جزیره جان خود را از دست دادند، برخی از آنها بر اثرسوتغذیه در سفر طولانی از راکهمپتون به ایستگاه بوون داونز. کاپیتان سادلیر، قاضی پلیس تامبو، اظهار داشت که «اگر شلاق شدید بود» پیگرد قانونی ادامه خواهد داشت و «گاهی اوقات کمی اصلاح لازم است» هنگامی که چهار کاناکا آقایان گیبی و بل را به قتل رساندند، دو نفر از آنها توسط پلیس بومی ردیابی و دستگیر شدند. زمانی که صاحبان املاکی که در آن کار می‌کردند ورشکست می‌شدند، ساکنان جزیره اغلب یا رها می‌شدند یا به عنوان بخشی از دارایی به مالک جدید فروخته می‌شدند. در تنگه تورس، کاناکاس‌ها سالها برای صید مروارید در مناطق جدا شده مانند صخره‌های جنگجو رها شدند و امید چندانی به بازگشت به خانه نداشتند. در این منطقه، سه کشتی برای تهیه صدف‌های مروارید و بچ‌دمرمورد استفاده قرار می‌گرفت، از جمله چالش که متعلق به جیمز مریمن بود که سمت شهردار سیدنی را برعهده داشت.
شرایط بد در مزارع قند باعث شیوع مداوم بیماری و مرگ شد. مزارع ماریبورو و کشتی‌های کارگری که در خارج از آن بندر کار می‌کردند به دلیل نرخ بالای مرگ و میر کاناکاس بدنام شدند. در طول همه‌گیری سرخک در سال۱۸۷۵، کشتی‌هایی مانند جیسون با جزیره‌نشینان یا مرده یا آلوده به این بیماری وارد شدند. ۳۰ مورد مرگ بر اثر سرخک و به دنبال آن اسهال خونی ثبت شد. از سال۱۸۷۵ تا ۱۸۸۰، حداقل ۴۴۳ کاناکا در منطقه ماریبورو در اثر بیماری‌های گوارشی و ریوی به میزان ۱۰ برابر بالاتر از حد متوسط جان خود را از دست دادند. مزارع ینگایی، یارا یارا و ایلاوارا متعلق به رابرت کران بسیار بد بودند. تحقیقات نشان داد که ساکنان جزیره بیش از حد کار می‌کردند، کم تغذیه بودند، کمک پزشکی ارائه نمی‌شد و منبع آب یک حوضچه زهکشی راکد بود. در بندر مکی ،ایزابلا کالسکه کارگری با نیمی از کاناکاهای استخدام شده در حال مرگ در سفر به دلیل اسهال خونی وارد شد، در حالی که کاپیتان جان مکی (که شهر مکی به نام او نامگذاری شده است) با محموله ای به راکهمپتون در فلورا رسید. کاناکاس که تعداد قابل توجهی از آنها در حال مرگ یا در حال مرگ بودند.
با افزایش فعالیت‌های کار اجباری (پرنده سیاه) و درک بیشتر نتایج زیانبار، مقاومت جزیره نشینان در برابر این سیستم به‌کارگیری نیروی کار افزایش یافت. کشتی‌های کارگری به‌طور مدام توسط مردم محلی ازلنگر انداختن در بسیاری از جزایر مانع می‌شدند. استخدام‌کننده، هنری راس لوین، در جزیره تانا کشته شد، خدمه می کوئین در جزیره پنتیکاست کشته شدند، همزمان کاپیتان و خدمه Dancing Wave در جزایر نگلا کشته شدند. کشتی‌های پرنده سیاه گاهی اوقات کشتی‌های خود را شبیه کشتی‌های مبلغان می‌کردند و سپس ساکنان محلی جزیره را فریب می‌دادند. این منجر به خشونت علیه خود مبلغان شد که مهم‌ترین نمونه آن قتل مبلغ انگلیکن جان کولریج پتسون در سال۱۸۷۱ در نوکاپو بود. چند روز قبل از مرگ او، یکی از مردان محلی توسط خدمه مارگارت چسل که تظاهر به مبلغ بودن می‌کردند، کشته و پنج نفر دیگر ربوده شده بودند. پتسون همچنین ممکن است به دلیل تمایل او به بردن فرزندان جزیره‌نشینان به مدرسه‌ای دوردست و اینکه سلسله‌مراتب پدرسالاری محلی را مختل کرده بود کشته شده باشد. در جزایر دیگر کشتی‌های پرنده سیاه مانند میستری تحت فرماندهی کاپیتان کیلگور به روستاها حمله کردند، ساکنان را تیراندازی کردند و خانه‌های آنها را سوزاندند. همچنین از کشتی‌های نیروی دریایی سلطنتی خواسته شد تا در مورد این اعمال تحقیق کرده و مجازات مناسبی را برای جزایری که در قتل خدمه پرنده سیاه و مبلغان دخیل بودند، اعمال کنند. به عنوان مثال، اچ‌ام‌اس رسریو در سال۱۸۷۱ مدتی در حال تحقیق در مورد قتل اسقف پتسون و سایر درگیری‌ها بین جزیره نشینان، مهاجران و مبلغان مذهبی بود، همان‌طور که فرمانده در کتاب خود توضیح می‌دهد. و بعداً اچ‌ام‌اس بیگل زیر نظر کاپیتان دی هاتون و اچ‌ام‌اس ولورین تحت فرماندهی کمودور جان کرافورد ویلسون در اواخر دهه ۱۸۷۰ چندین مأموریت انجام داد که شامل بمباران دریایی روستاها، یورش تفنگداران دریایی، سوزاندن خانه‌ها، تخریب محصولات کشاورزی و حلق آویز کردن یک جزیره‌نشین از حیاط بود. یکی از این اعزام‌ها شامل کمک خدمه مسلح کشتی پرنده سیاه سیبیل به فرماندهی کاپیتان ساتینی بود. علاوه بر این، دو نفر از ساکنان جزایر دریای جنوبی به دلیل تجاوز و تلاش برای قتل یک زن سفیدپوست در مریبورو به دار آویخته شدند که این اولین اعدام‌های قانونی در آن شهر بود.

#### اوایل دهه ۱۸۸۰: درگیری شدید
در اوایل دهه ۱۸۸۰ خشونت و مرگ پیرامون تجارت پرندگان سیاه کوئینزلند تشدید شد. جوامع محلی در نیوهبریدز و جزایر سلیمان دسترسی بیشتری به سلاح‌های گرم مدرن داشتند که مقاومت آن‌ها را در برابر پرنده‌های سیاه قوی‌تر می‌کرد. کشتی‌های شناخته شده‌ای که هنگام تلاش برای جذب جزیره‌نشینان در میان خدمه‌شان تلفات جانی را تجربه کردند، شامل اسپرانزا در سیمبو ،پرل در جزیره رندووا،می کوئین در جزیره آمبا،استورم‌برد در تانا ،جانت استوارت در مالایتا و ایزابلا در اسپیریتو سانتو و غیره بودند. افسران کشتی‌های جنگی نیروی دریایی سلطنتی که به اقدامات تنبیهی دست می‌زدند، ستوان بوور و پنج خدمه اچ‌ام‌اس سندفلای از حملات مستثنی نشدند. اچ‌ام‌اس سندفلای ودر جزایر نگگلا کشته شدند و ستوان لاک کرفت از اچ‌ام‌اس باکلان در اسپیریتو سانتو کشته شدند. اعزام‌های تنبیهی متعددی توسط کشتی‌های جنگی نیروی دریایی سلطنتی مستقر در استرالیا انجام شد. اچ‌ام‌اس امرلد تحت فرماندهی کاپیتان دبلیو اچ ماکسول به یک عملیات تنبیهی گسترده رفت و دهکده‌های متعددی را گلوله‌باران و ویران کرد، در حالی که تفنگداران دریایی اچ‌ام‌اس باکلان ساکنان جزیره ای را که مظنون به کشتن مردان سفیدپوست بودند اعدام کرد. کاپیتان داوسون از اچ‌ام‌اس میراندا مأموریتی را به جزیره امبا هدایت کرد و رئیسی را که مظنون به قتل پرندگان سیاه بود، کشت،همزمان اچ‌ام‌اس دایموند به «اعزام شکار وحشی» در سراسر جزایر سلیمان رفت که هیچ تلفاتی در هر دو طرف نداشت. در امبریم، تفنگداران دریایی اچ‌ام‌اس دارت به فرماندهی مور، به انتقام کشته شدن کاپیتان بلبین کشتی پرنده سیاه Borough Belle، به روستایی حمله کرد و آن را سوزاند. به همین ترتیب، اچ‌ام‌اس آنداین در جزایر گشت زنی می‌کرد و از خدمه کشتی‌های پرنده سیاه مانند Ceara در برابر شورش نیروهای استخدام شده محافظت می‌کرد.

#### افشای تجارت برده در عصر ۱۸۸۲
در سال۱۸۸۲، روزنامه ملبورن به نام The Age مجموعه‌ای هشت قسمتی را منتشر کرد که توسط روزنامه‌نگار و پزشک آینده، جورج ای. موریسون نوشته شده بود، کسی که مخفیانه به نیوهبرید سفر کرده بود، در حالی که خود را به عنوان خدمه کشتی بردگان لاوینیا نشان می‌داد. محموله ای از کاناکاس. توسط یک دانشجوی پزشکی» با لحنی شگفت‌انگیز نوشته شده بود و «فقملایم‌ترین انتقاد» را بیان می‌کرد؛ شش ماه بعد، موریسون «ارزیابی اولیه‌اش را اصلاح کرد»، جزئیات عملیات تیراندازی لاوینیا را توصیف کرد و تجارت برده در کوئینزلند را به شدت محکوم کرد.. مقالات، نامه‌های او به سردبیر، و سرمقاله‌های عصر، به مداخله گسترده دولت منجر شد.

#### اواسط دهه ۱۸۸۰: تغییر استخدام از جزایر گینه نو
مناطق معمولی استخدام در جزایر نیوهبرید و سلیمان بسیار خطرناک و گرانتر از آن شد که بتوان از آن نیروی کار دریافت کرد. با این حال، جزایر پرجمعیت اطراف گینه نو به زودی هدف جذب نیرو قرار گرفتند، زیرا این افراد کمتر از سیستم پرنده سیاه آگاهی داشتند و دسترسی کمتری به سلاح گرم داشتند. شتاب جدیدی برای تأمین نیروی کار از این جزایر آغاز شد، با جیمز برنز و رابرت فیلپ از Burns Philp & Co. چندین کشتی معروف پرنده سیاه را برای بهره‌برداری سریع از منابع انسانی در این منطقه خریداری کردند. صاحبان مزارع مانند رابرت کران نیز کشتی‌هایی خریدند و با مبلغانی مانند ساموئل مک فارلین در منطقه گینه نو ارتباط برقرار کردند تا به تسهیل جذب کارگران ارزان کمک کنند. آدم‌ربایی، استخدام اجباری، قتل، پرداخت کاذب و به بردگی بردن کودکان دوباره یک روش معمول شد. کاپیتان ویلیام تی واون، سیاه‌دوست معروفی که برای شرکت برنز فیلپ در کشتی لیزی کار می‌کرد، آزادانه در خاطرات خود اذعان کرد که قایق‌هایی از پسران جوان را بدون هیچ اطلاعاتی در مورد قراردادها، دستمزد یا ماهیت گرفته بودیم. تا ۵۳۰ پسر در ماه از این جزایر استخدام می‌شدند، که بیشتر آنها به مزارع شرکت بزرگ جدید در کوئینزلند دور شمالی، مانند مزرعه ویکتوریا متعلق به CSR انتقال داده می‌شدند. این مرحله از تجارت بسیار سودآور بود، به طوری که برنز فیلپ هر یک از افراد استخدام شده را حدود ۲۳ پوند فروخت. بسیاری از آنها نمی‌توانستند انگلیسی صحبت کنند و در این مزارع به ازاء هر ۵ نفر یک نفر در اثر بیماری، خشونت و بی‌توجهی جان خود را از دست دادند.
در آوریل ۱۸۸۳، نخست‌وزیر کوئینزلند، توماس مک ایلورایت، تلاش کرد گینه نو را ضمیمه کوئینزلند کند، وزیر مستعمره بریتانیا این را رد کرد، بیشتر به دلیل ترس از این که حتی تعداد بیشتری از ساکنان آن را به زور به کار برده و احتمالاً در کوئینزلند بمیرند. هجوم گسترده کارگران گینه نو همچنین باعث نگرانی گروه‌های برتری‌طلب سفیدپوست ضد مهاجرت شد که منجر به انتخاب ساموئل گریفیث در اواخر سال۱۸۸۳ در یک پلت فرم سیاست ضد کاناکا شد. گریفیث به سرعت استخدام در جزایر گینه نو را ممنوع کرد و تعدادی از پرونده‌های جنایی برجسته را علیه خدمه پرنده سیاه که در این منطقه فعالیت می‌کردند، رهبری کرد. خدمه آلفرد ویتری به قتل ساکنان جزیره دریای جنوبی متهم شدند، در حالی که کاپیتان جوزف دیویس از استنلی، کاپیتان میلمن از جسی کلی، کاپیتان لوتیت از اتل و همچنین صاحبان Forest King همگی به آدم‌ربایی متهم شدند. همه این پرونده‌ها با وجود شواهد قوی علیه آنها در نهایت به تبرئه متهمان انجامید. اتهامات دربارهٔ بی‌توجهی که منجر به مرگ شده بود نیز علیه مدیران مزارع مطرح شد. به عنوان مثال، آقای Melhuish از مزرعه قند یپون محاکمه شد، اما با وجود اینکه او مسئول شناخته شد، قاضی تنها ۵ پوند جریمه را اعمال کرد و آرزو کرد که این مبلغ حتی کمتر باشد. در جریان شورش در پیست مسابقه Mackay، چندین نفر از ساکنان جزایر دریای جنوبی توسط مردان سفیدپوست تا حد مرگ مورد ضرب و شتم قرار گرفتند. تنها یک مرد، جورج گوینر، مجرم شناخته شد و مجازات جزئی دو ماه حبس دریافت کرد.

#### پرونده امید، کمیسیون سلطنتی و غرامت مزرعه داران
در سال۱۸۸۴، در یک مورد خاص، مجازات قضایی قابل توجهی برای پرنده‌های سیاه اعمال شد. این در مورد خدمه کشتی هوپفول بود که متعلق به برنز فیلپ بود. کاپیتان لوئیس شاو و چهار خدمه به ربودن افراد از مجمع الجزایر بیسمارک متهم و مجرم شناخته شدند، در حالی که نیل مک نیل استخدام کننده و قایق‌سوار به قتل تعدادی از ساکنان جزیره متهم و مجرم شناخته شدند. ربایندگان به ۷ تا ۱۰ سالزندان محکوم شدند، در حالی که مک نیل و قایق‌سوار به اعدام محکوم شدند که بعداً به حبس ابد تبدیل شدند. علیرغم شواهدی که نشان می‌دهد حداقل ۳۸ نفر از ساکنان جزیره توسط خدمه هوپفول کشته شدند، همه زندانیان (به جز یکی از آنها که در زندان درگذشت) در سال۱۸۹۰ در پاسخ به یک دادخواست عمومی گسترده که توسط ۲۸۰۰۰ ساکن کوئینزلند امضا شده بود، آزاد شدند. این مورد جرقه یک کمیسیون سلطنتی را برای استخدام جزیره‌نشینان برانگیخت که از آن نخست‌وزیر کوئینزلند به این نتیجه رسید که این تجارت بهتر از تجارت برده‌های آفریقایی نیست، و در سال۱۸۸۵ کشتی SS Victoria توسط دولت کوئینزلند مأمور شد تا ۴۵۰نفر ار ساکنان جزیره گینه را به سرزمین مادری خودبازگرداند. درست مانند تجارت جهانی برده، صاحبان مزارع به جای مسئولیت کیفری، به خاطر از دست دادن این کارگران بازگشته از سوی دولت غرامت مالی دریافت کردند. چهارده شرکت شکر و کارخانه‌های تولید شکر از جمله شرکت تصفیه شکر استعماری و دیوید آدولفوس لوئیس، دولت کوئینزلند را برای درخواست غرامت مالی به دادگاه بردند و مجموعاً ۱۸۵۰۰پوند دریافت کردند. این در حالی است که شواهد ثابتی که در دادگاه در مورد هر مزرعه ارائه شده است که نرخ مرگ و میر کارگران را تا ۶۰ درصد در طول مدت خدمت آنها ثبت می‌کند.

#### سالهای بعدی جذب نیرو
استخدام اجباری ساکنان جزایر دریای جنوبی در منطقه گینه نو، و همچنین در جزایر سولومون‌ها و نیوهبریدها، همچنان که نرخ بالای مرگ و میر این کارگران در مزارع کوئینزلند ادامه داشت. در شرکت قند یپون، مسمومیت‌های عمدی کاناکاس نیز رخ داد و زمانی که این مزرعه بعداً برای فروش گذاشته شد. کارگران جزیره به عنوان بخشی از املاک مزرعه قرار گرفتند. مقاومت و درگیری نیز ادامه یافت. به عنوان مثال، در مالایتا، سه خدمه کشتی نیروگیری یانگ دیک همراه با حدود ده نفر از ساکنان جزیره در درگیری کشته شدند، در حالی که در پاما یک نبرد بزرگ اسلحه بین ساکنان و خدمه الیزا مری رخ داد. این کشتی بعداً در جریان طوفان غرق شد و باعث غرق شدن ۴۷ کاناکا شد. سیاست ااعزام هایس تنبیهی گسترده که توسط نیروی دریایی سلطنتی علیه جزیره نشینان انجام شد نیز ادامه یافت. گزارش رسمی مأموریت طولانی اچ‌ام‌اس دیاموند که در سال۱۸۸۵ دهکده‌های متعددی را بمباران و سوزاند مخفی نگه داشت. اچ‌ام‌اس او‍پال همچنین روستاهای متعددی را در سفرهای تنبیهی بمباران کرد که محکومیت برخی رسانه‌ها را برانگیخت.
قانونی برای پایان دادن به تجارت نیروی کار جزایر دریای جنوبی در سال۱۸۹۰ تصویب شد، اما به‌طور مؤثر اجرا نشد و در سال۱۸۹۲ به‌طور رسمی مجدداً آغاز شد. گزارش‌هایی مانند گزارش‌های جو ملوین، روزنامه‌نگار تحقیقی که در سال۱۸۹۲ به خدمه کشتی هلنا ملحق شد و هیچ موردی از ارعاب یا ارائه نادرست نیافت و به این نتیجه رسید که جزیره‌نشین‌های استخدام شده این کار را «با اراده و از روی آگاهی» انجام دادند. به مالکان کمک شد تا تجارت را از سر بگیرند.هلنا تحت فرماندهی کاپیتان رینولدز، مردم جزیره را به بوندبرگ و از بوندبرگ منتقل کرد و در این منطقه میزان مرگ و میر بسیار زیادی از کاناکاس در سال‌های ۱۸۹۲ و ۱۸۹۳ مشاهده شد. ساکنان جزایر دریای جنوبی ۵۰ درصد از کل مرگ و میرها را در این دوره تشکیل می‌دادند، اگرچه آنها تنها ۲۰ درصد از کل جمعیت منطقه بوندبرگ را تشکیل می‌دادند. این مرگ و میرها به دلیل کار سخت یدی و بیماری‌هایی مانند اسهال خونی ،آنفولانزا و سل بوده است.

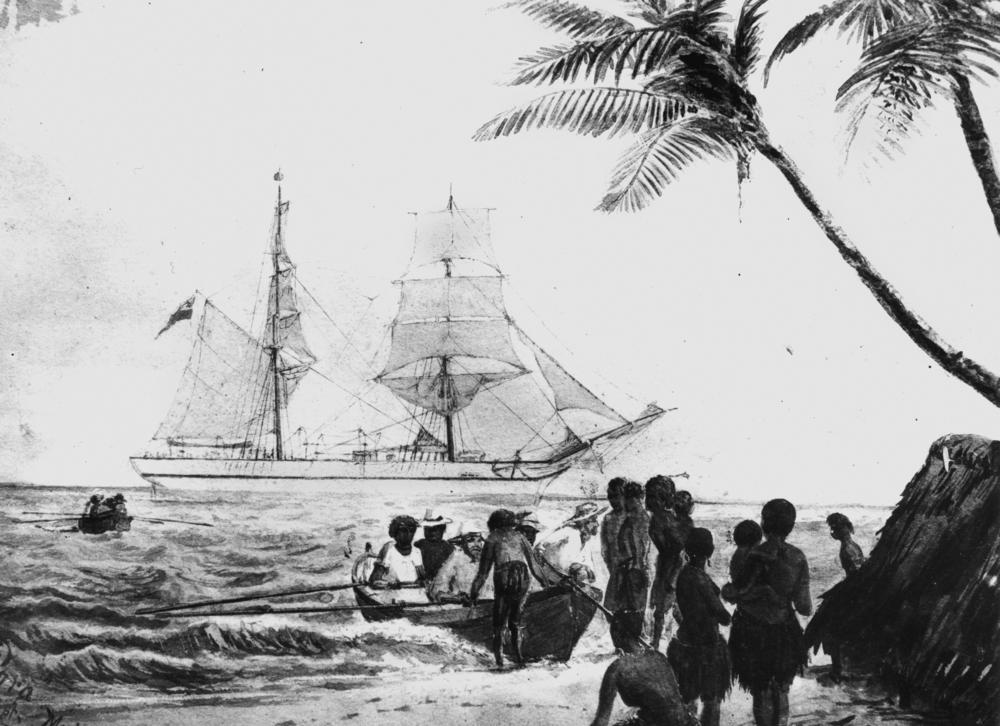
پارا، کاپیتان جان رونالد مکی در جزایر سلیمان در سال۱۸۹۴

در دهه ۱۸۹۰، دیگر کشتی‌های مهم استخدامی Para ,Lochiel ,Nautilus ,Rio Loge ,Roderick Dhu و William Manson بودند. جوزف ووس، مرد پرنده سیاه معروف برای سال‌ها و کاپیتان ویلیام منسون، از جزیره‌ای‌ها برای خدمت در کشتی خود استفاده می‌کرد. ووس و خدمه اش در قتل، سرقت زنان و آتش زدن روستاها دست داشتند و متهم به آدم‌ربایی بودند. با این حال، آنها بی گناه شناخته شدند و آزاد شدند. Roderick Dhu، کشتی متعلق به رابرت کران، غول بزرگ شکر، کشتی دیگری بود که به‌طور منظم در تحقیقات پرنده سیاه و درگیری با جزیره نشینان شرکت داشت. در سال۱۸۹۰، در تیراندازی به مردم در جزیره آمبا نقش داشت، و شواهدی مبنی بر آدم‌ربایی توسط خدمه بعداً منتشر شد. در سال۱۸۹۳، درگیری با ساکنان جزیره در اسپیریتو سانتو منجر به مرگ یکی از خدمه رودریک دو شد.

#### بازگشت به وطن
در سال۱۹۰۱، دولت مستعمره‌های تازه فدرال‌شده بریتانیایی استرالیا، لایحه «تنظیم، محدودیت و ممنوعیت ورود کارگران از جزایر اقیانوس آرام» را که بیشتر به عنوان قانون کارگران جزیره اقیانوس آرام ۱۹۰۱ شناخته می‌شود، وضع کرد. این قانون، که بخشی از سیاست بزرگتر استرالیای سفید بود، واردات ساکنان جزایر دریای جنوبی را پس از مارس ۱۹۰۴ غیرقانونی اعلام کرد و اخراج اجباری همه جزیره‌نشینان را از استرالیا پس از سال۱۹۰۶ الزامی کرد. لابی‌های شدید ساکنان جزیره در استرالیا برخی از معافیت‌ها را وادار کرد، به عنوان مثال، کسانی که با یک استرالیایی ازدواج کرده بودند، صاحب زمین بودند یا به مدت ۲۰ سالدر استرالیا زندگی می‌کردند، از بازگشت اجباری معاف شدند. با این حال، بسیاری از ساکنان جزیره از این معافیت‌ها مطلع نشدند. حدود ۴۰۰۰ تا ۷۵۰۰ نفر در دوره ۱۹۰۶ تا ۱۹۰۸ تبعید شدند، در حالی که تقریباً ۱۶۰۰ نفر در استرالیا باقی ماندند. شرکت برنز فیلپ قرارداد اخراج جزیره‌نشینان را برد و کسانی که به جزایر سلیمان بازگردانده شدند توسط کشتی‌های شرکت Lever's Pacific Plantations در جزایر اصلی خود پخش شدند. اخراج شدگان جزایر سلیمان که قادر به رفتن به روستاهای اصلی خود نبودند یا در استرالیا متولد شده بودند، اغلب در مزارع این جزایر کار می‌کردند. در برخی از مناطق، درگیری جدی بین این کارگران و استعمارگران سفیدپوست در جزایر سلیمان رخ داد. حدود ۳۵۰ نفر از ساکنان جزایر دریای جنوبی که از کوئینزلند تبعید شده بودند به مزارع فیجی منتقل شدند. حداقل ۲۷ نفر از این افراد هنگام انتقال جان خود را از دست دادند.

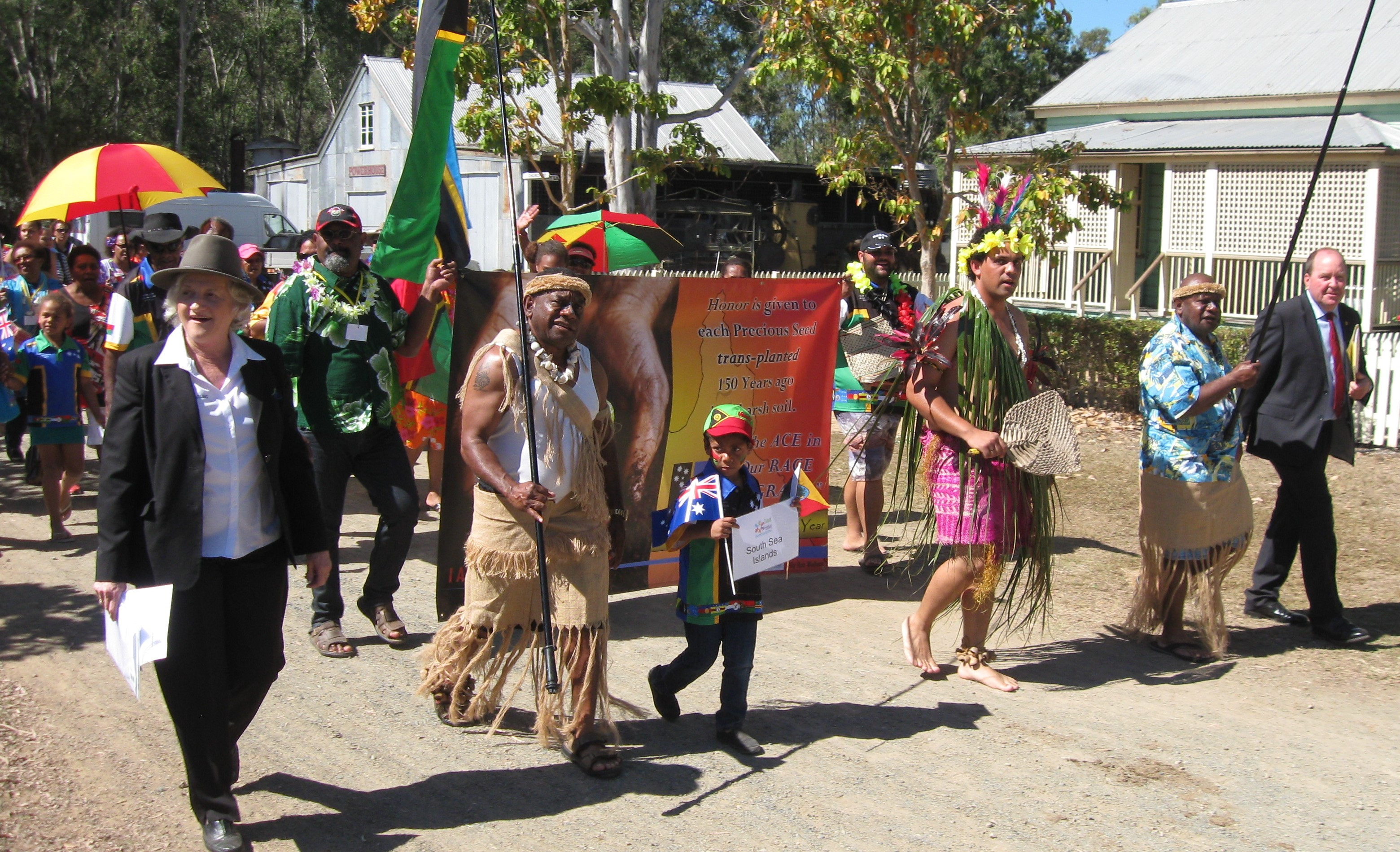
جامعه ساکنان جزیره دریای جنوبی که در رژه سنتی ملل در فستیوال فرهنگی راکهمپتون، کوئینزلند در سال۲۰۱۳ شرکت می‌کنند.

امروزه، نوادگان کسانی که باقی مانده‌اند، رسماً به عنوان ساکنان جزایر دریای جنوبی استرالیا شناخته می‌شوند. یک سرشماری در سال۱۹۹۲ از ساکنان جزایر دریای جنوبی استرالیا گزارش داد که حدود ۱۰۰۰۰ نواد در کوئینزلند زندگی می‌کردند. در سرشماری سال۲۰۱۶ ،۶۸۳۰نفر در کوئینزلند اعلام کردند که از نوادگان کارگران جزیره دریای جنوبی هستند.

#### کارگران فصلی در قرن بیست و یکم
در سال۲۰۱۲، دولت استرالیا طرح کارگر فصلی را تحت ویزاهای ۴۱۶ و ۴۰۳ معرفی کرد تا نیروی کار جزیره‌ای اقیانوس آرام را برای کار در صنعت کشاورزی که وظایفی مانند چیدن میوه را انجام می‌دهند، وارد کند. تا سال۲۰۱۸، حدود ۱۷۳۲۰ جزیره‌نشین، عمدتاً از وانواتو ،فیجی و تونگا، استخدام شده‌اند که اکثریت آنها در مزارع کوئینزلند مستقر شده‌اند. کارگران تحت این برنامه اغلب در معرض ساعات طولانی کار در دمای شدید و مجبور به زندگی در شرایط نامساعد بوده‌اند. دسترسی کم به آب تمیز، غذای کافی و کمک‌های پزشکی منجر به مرگ چندین نفر شده است. این گزارش‌ها، همراه با ادعاهایی مبنی بر دریافت حداقل ۱۰ دلار در هفته پس از کسر اجاره و حمل و نقل، منجر به تحقیق در مورد شرایط کارگران باغبانی مهاجر شد. این تحقیق استثمار گسترده، ارعاب و دستمزد کم کارگران را تأیید می‌کند که حداقل ۵۵ درصد از کارفرمایان از لحاظ پرداخت‌ها و شرایط ناسازگار هستند. این نشان داد که بسیاری از کارگران تحت «نرخ تکه ای» حقوق بدون توافق کتبی و بدون حداقل نرخ ساعتی (همان‌طور که برای کارگران فصلی کشاورزی استرالیا معمول است) قرارداد بسته بودند. اگرچه برخی از دستمزدها بازیابی شد و تعدادی از کارفرمایان و پیمانکاران جریمه شدند، تحقیقات نشان داد که مقررات بسیار بیشتری مورد نیاز است. با وجود این گزارش، دولت این برنامه را در سال۲۰۱۸ با طرح کار اقیانوس آرام که شامل قراردادهای سه ساله است، گسترش داد. شباهت‌های زیادی با شرایط کاری مشاهده شده در این برنامه با کارگران پرنده سیاه جزیره اقیانوس آرام در قرن نوزدهم ترسیم شده است.
مطرح شدن قانون برده داری مدرن 2018درقوانین استرالیا تا حدی براساس نگرانی‌های مربوط به برده داری در بخش کشاورزی کوئینزلند بود. برخی ازمفسران نیز شباهت‌هایی را بین پرنده سیاه و استخدام نیروی کار در اوایل قرن بیست و یکم تحت طرح ویزای ۴۵۷ (بی ارتباط) ترسیم کرده‌اند.

### استرالیای غربی
روزهای اولیه صنعت مرواریدسازی در استرالیای غربی در خلیج نیکول و بروم ،بومیان استرالیایی را دیدند که از مناطق اطراف به کار اجباری آورده شدند. پس از اسکان، بومیان به عنوان نیروی کار برده در صنعت تجاری نوظهور مورد استفاده قرار گرفتند.
در اوایل دهه ۱۸۷۰، فرانسیس کادل به صید نهنگ ،تجارت، مروارید و پرنده سیاه در شمال غربی استرالیا مشغول شد. کادل و دیگران به دلیل اجبار، دستگیری و فروش مردم بومی به عنوان برده بدنام شدند. برده‌ها اغلب به‌طور موقت در اردوگاه‌هایی به نام باراکون در جزیره بارو ،۳۰ مایل دریایی (۵۶ کیلومتر) ساحل نگهداری می‌شدند. در سال۱۸۷۵، رابرت فیربرن، قاضی برای بررسی شرایط مرواریدسازی در خلیج کوسه فرستاده شد، به دنبال گزارش‌هایی مبنی بر اینکه افرادی که مالایی نامیده می‌شدند، شاغل در کادل و چارلز برودهرست، بدون دستمزد، قادر به بازگشت به خانه نبودند و برخی از گرسنگی مرده بودند. رونالد فیربرن معتقد بود که Cadell از زمان نامزدی آنها در Batavia در سال۱۸۷۴ به ۱۰ مالایی پولی پرداخت نکرده است و او باید به ۱۰ مالایی به اضافه ۴ ماه دستمزد اضافی به عنوان جبران کمبود غذا پرداخت کند که مجموعاً ۱۹۸ پوند بود. آنها فقط ۱۶ پوند دریافت کردند. از فروش اموال کادل در خلیج کوسه، زیرا کادل چند ماه پیش مستعمره استرالیای غربی را ترک کرده بود. همچنین مشخص شد که Broadhurst به ۱۸ مالایی دستمزد کمتری به مبلغ ۱۸۳ پوند پرداخت کرده است. با این حال، دادگاه عالی به دلیل فنی بودن این که به Broaherst اطلاع‌رسانی مناسبی دربارهٔ این ادعا داده نشده بود، حکم لغو شد.

## فیجی

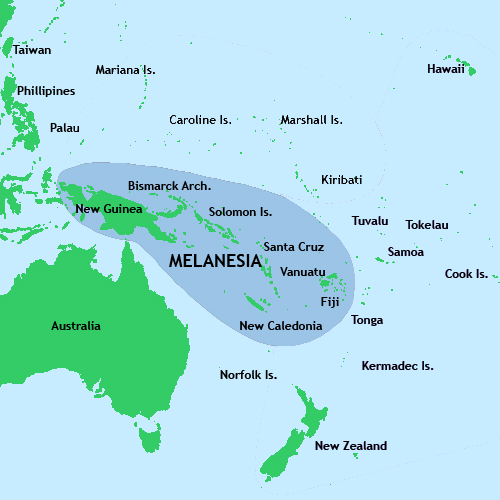
نقشه ملانزیا

### قبل از الحاق (۱۸۶۵ تا ۱۸۷۴)
دوره پرندگان سیاه در ۵ ژوئیه۱۸۶۵ در فیجی آغاز شد، زمانی که بن پیز اولین مجوز را برای انتقال ۴۰کارگر از نیوهبرید به فیجی به منظور کار در مزارع پنبه دریافت کرد. جنگ داخلی آمریکا عرضه پنبه به بازار بین‌المللی را قطع کرده بود و کشت این محصول نقدی در فیجی به‌طور بالقوه یک تجارت بسیار سودآور بود. هزاران کشاورز انگلیسی-آمریکایی و انگلیسی-استرالیایی برای ایجاد مزارع به فیجی هجوم آوردند و تقاضا برای نیروی کار ارزان رونق گرفت. حمل و نقل نیروی کار کاناکا به فیجی تا سال۱۹۱۱ ادامه یافت، زمانی که توسط قانون ممنوع شد. درمجموع احتمالاً حدود ۴۵۰۰۰جزیره‌نشین در طول این دوره ۴۶ ساله به کار در فیجی برده شدند که تقریباً یک چهارم از این افراد در دوره کار خود جان باختند.
آلبرت راس هاول، پسر کاشف مشهور ویلیام هیلتون هاول، در سال‌های اولیه بازار کار فیجی یک پرنده سیاه برجسته بود. در سال۱۸۶۷ او کاپیتان سی ویچ بود و مردان و پسران را از تانا و جزیره لیفو استخدام می‌کرد. سالبعد، هاول فرماندهی Young Australian را برعهده داشت که در یک سفر دریایی بدنام شرکت داشت که منجر به اتهام قتل و برده داری شد. پس از استخدام، حداقل سه جزیره‌نشین در کشتی به ضرب گلوله کشته شدند و بقیه در لووکا به قیمت ۱۲۰۰ پوند فروخته شدند. هاول و ابر محموله اش، هوگو لوینگر، در سال۱۸۶۹ در سیدنی دستگیر شدند، توسط هیئت منصفه مقصر شناخته شدند و به اعدام محکوم شدند. این حک بعداً به حبس ابد تبدیل شد، اما هر دو تنها پس از چند سالاز زندان مرخص شدند.
در سال۱۸۶۸، کنسول موقت بریتانیا در فیجی، جان بیتس ترستون، تنها مقرراتی جزئی از طریق معرفی یک سیستم صدور مجوز برای کشتی‌های کارگری، بر تجارت وضع کرد. کارگران ملانزی به‌طور کلی برای یک دوره سه ساله با نرخ سه پوند در سال استخدام می‌شدند و لباس و جیره اولیه برای آنها صادر می‌شد. پرداخت نصف مبلغی بود که در کوئینزلند ارائه می‌شد و مانند آن مستعمره فقط در پایان دوره سه ساله معمولاً به شکل کالاهای بی کیفیت بجای پول نقد پرداخت می‌شد. بیشتر ملانزیایی‌ها با ترکیبی از فریب و خشونت به خدمت گرفته شدند و سپس برای جلوگیری از فرار در انبار کشتی محبوس شدند. آنها در فیجی به قیمت هر سر ۳تا ۶پوند برای مردان و ۱۰تا۲۰ پوند برای زنان به مستعمره نشینان فروخته می‌شدند. پس از پایان قرارداد سه ساله، دولت ناخداها را ملزم کرد تا کارگران بازمانده را به روستاهایشان برگردانند، اما بسیاری ازآنها در مکان‌هایی دور از وطن خود پیاده شدند.
یک حادثه بدنام کننده تجارت پرندگان سیاه، سفر کارل در سال۱۸۷۱ بود که توسط دکتر جیمز پاتریک موری سازماندهی شد، برای استخدام کارگران برای کار در مزارع فیجی. موری از مردانش خواست که یقه‌هایشان را برگردانند و کتاب‌های سیاه با خود حمل کنند، بنابراین به نظر می‌رسید که مبلغان کلیسا هستند. هنگامی که ساکنان جزیره به یک مراسم مذهبی اغوا می‌شدند، موری و افرادش اسلحه تولید می‌کردند و ساکنان جزیره را مجبور به سوار شدن به قایق می‌کردند. در طول سفر موری و خدمه‌اش حدود ۶۰ جزیره‌نشین را شلیک کردند. او هرگز به دلیل اعمالش به محاکمه کشیده نشد، زیرا در ازای شهادت علیه اعضای خدمه اش مصونیت داده شد. کاپیتان کارل، جوزف آرمسترانگ، به همراه همسرش چارلز داودن به اعدام محکوم شدند که بعداً به حبس ابد تبدیل شد.
برخی از جزیره نشینانی که بر خلاف میل خود به فیجی آورده شدند، اقدامات ناامیدانه ای برای فرار از وضعیت خود نشان دادند. برخی از گروه‌ها موفق شدند خدمه کشتی‌های کوچک‌تر را تحت کنترل درآورند تا فرماندهی این کشتی‌ها را بر عهده بگیرند و سعی کنند به جزایر اصلی خود برگردند. به عنوان مثال، در اواخر سال۱۸۷۱، ساکنان جزیره پری که به مزرعه ای در جزیره کوچکتر فیجی انتقال داده شدند، خود را آزاد کردند، اکثر خدمه را کشتند و کنترل کشتی را به دست گرفتند. متأسفانه، ذخایرکشتی کم بود و به سمت غرب در اقیانوس آزاد تمام شد، جایی که آنها دو ماه را در آنجا گذراندند. در نهایت،پری توسط کاپیتان جان مورسبی در کشتی اچ‌ام‌اس باسیلیسک مشاهده شد. اچ‌ام‌اس باسیلیسک نزدیک به جزیره هین چین بروک در سواحل کوئینزلند. تنها سیزده نفر از هشتاد جزیره ربوده شده اصلی زنده بودند و می‌توانستند نجات یابند.
کشتی‌های کارگری درگیر در این دوره پرنده سیاه برای بازار فیجی نیز شامل دونالد مک‌لین به فرماندهی کاپیتان مک‌لئود، و فلیرت به فرماندهی کاپیتان مک‌کنزی بود که اغلب مردم را از ارومانگو می‌برد. کاپیتان مارتین از کشتی اردک وحشی مردم را از اسپیریتو سانتو دزدید، در حالی که کشتی‌های دیگری مانند Lapwing ,Kate Grant ,Harriet Armytage و Frolic نیز در تجارت آدم شرکت داشتند. بولی هایز، پرنده سیاه معروف، ساکنان جزیره را برای بازار فیجی ازاسکله خود در آتلانتیک که در سیدنی ثبت شده بود، ربود. بسیاری از ناخداها برای به دست آوردن کارگران دست به اقدامات خشونت‌آمیز زدند. خدمه مارگارت چسل ،ماریا داگلاس و ماریون رنیوارد درگیری مرگبار با ساکنان مختلف جزیره شدند. کاپیتان Finlay McLever از نوکولائو به دلیل آدم‌ربایی و حمله در دادگاه دستگیر و محاکمه شد اما به دلیل مسائل فنی قانونی از خدمت برکنار شد.
تصویب قانون حمایت از جزایر اقیانوس آرام در سال۱۸۷۲ توسط دولت بریتانیا به منظور بهبود شرایط برای جزیره نشینان بود، اما در عوض تجارت نیروی کار را مشروعیت بخشید و رفتار با ساکنان جزیره توسط پرنده سیاه در مزارع فیجی وحشتناک باقی ماند. ادوارد مارچ، کنسول بریتانیا در فیجی، در گزارش خود در سال۱۸۷۳، نحوه برخورد با کارگران را به عنوان برده توضیح داد. به آنها غذای ناکافی داده می‌شد، مرتباً مورد ضرب و شتم قرار می‌گرفتند و به سایر مستعمرات می‌فروختند. اگر آنها سرکش می‌شدند یا توسط صاحبانشان زندانی می‌شدند یا توسط قضات (که همچنین صاحب مزارع بودند) به کار سنگین محکوم می‌شدند. به مزرعه داران اجازه داده شد که آن طور که صلاح می‌دانند، جزایری‌ها را تنبیه و مهار کنند و دختران جوان آشکارا مبادله می‌شدند و به بردگی جنسی فروخته می‌شدند. بسیاری از کارگران دستمزد دریافت نکردند و کسانی که جان سالم به در بردند و توانستند به جزایر خانه خود بازگردند، خوش شانس محسوب می‌شدند.

### پس از الحاق (۱۸۷۵ تا ۱۹۱۱)
بریتانیا فیجی را در اکتبر ۱۸۷۴ ضمیمه کرد و تجارت نیروی کار در جزایر اقیانوس آرام مانند قبل ادامه یافت. در سال۱۸۷۵، سالاپیدمی فاجعه بار سرخک، سر ویلیام مک گرگور، افسر ارشد پزشکی فیجی، نرخ مرگ و میر را ۵۴۰ نفر از هر ۱۰۰۰ کارگر جزیره ای ذکر کرد. فرماندار فیجی ،سر آرتور گوردون، نه تنها خرید نیروی کار کاناکا را تأیید کرد، بلکه سازمان دهنده فعال در طرح توسعه آن شد تا شامل واردات انبوه کارگران موسوم به کولی از هند شود. تأسیس کمیسیون عالی اقیانوس آرام غربی در سال۱۸۷۷، که در فیجی مستقر بود، با برقراری اقتدار بریتانیا بر اکثر مردم ساکن در ملانزی، تجارت را مشروعیت بیشتری بخشید.
خشونت و آدم‌ربایی با کاپیتان هادوک از ماریون رنیکه به مردم در ماکیرا تیراندازی کرد و روستاهای آنها را به آتش کشید ادامه یافت.کاپیتان جان دالی از هیدر بل به جرم آدم‌ربایی محکوم شد و به زندان افتاد اما به زودی اجازه یافت فیجی را ترک کند و به سیدنی بازگردد.همچنان مرگ و میرهای زیادی در کشتی‌های پرنده سیاه که به مقصد فیجی می‌رفتند رخ می‌داد، که شاید بدترین نمونه از این دوره آن چیزی باشد که در استانلیرخ داد. این کشتی توسط دولت مستعمره بریتانیا درفیجی اجاره شد تا شش سفر دریایی را برای استخدام در بازارکار فیجی انجام دهد. کاپیتان جیمز لینچ فرماندهی آن را برعهده داشت و در یکی از این سفرها دستور داد ۱۵۰نیروی استخدام شده را در مدت طولانی طوفان درانبارکشتی حبس کنند. تا زمانی که کشتی به لووکا رسید، حدود پنجاه جزیره‌نشین براثرخفگی وبی‌توجهی جان باختند.انتظار می‌رفت ده نفر دیگر که در بیمارستان بستری شده بودند بمیرند. کاپیتان لینچ و خدمه استنلی به خاطر این فاجعه با هیچ اتهامی مواجه نشدند و به زودی دوباره در دریا بودند تابرای دولت نیرو استخدام کنند.
این تضاد همراه با رقابت برای نیروی کار ساکنان جزایر اقیانوس آرام از کوئینزلند، استخدام نیروی کافی برای مزارع فیجی را دشوار کرد. از سال۱۸۷۹ با ورود لئونیداس،انتقال کارگران هندی به فیجی آغاز شد. با این حال، این کارگران (کولی) گران‌تر بودند و بازار کارگران جزیره‌ای پرنده سیاه در بیشتر سال‌های دهه۱۸۸۰ قوی باقی ماند. در سال۱۸۸۲، جستجو برای منابع جدید نیروی کار جزیره ای ابتدا به جزایر لاین و سپس به بریتانیای جدید و ایرلند جدید گسترش یافت. نرخ بسیار بالای مرگ و میر ساکنان جزیره لاین که برای بازار فیجی گرفته شد، به سرعت ممنوعیت بردن مردم از آنجا را مجبور کرد. اگرچه میزان مرگ و میر افراد استخدام شده از بریتانیای جدید و ایرلند جدید نیز بالا بود، تجارت انسان از این جزایر ادامه یافت. شرکت تصفیه شکر استعماری در این زمان سرمایه‌گذاری‌های عمده ای را در صنعت شکر فیجی انجام داد و بیشتر نیروی کار توسط کارگران بریتانیای جدید تأمین می‌شد. بسیاری از نیروهای استخدام شده از این جزیره در کشتی کارگری ارباب جزیره‌ها در کارخانه قند CSR در ناوسوری مشغول به کار شدند. گزارش کار فیجی برای سال‌های ۱۸۷۸ تا ۱۸۸۲ نشان داد که ۱۸ کشتی در تجارت مشغول بودند و ۷۱۳۷جزیره‌نشین را استخدام می‌کردند که ۱۲۷۰ نفر یا نزدیک به ۲۰درصد از این افراد در فیجی جان خود را از دست دادند. کشتی‌های ثبت شده در فیجی که در این مرحله تجارت داشتند شامل Winifred ,Meg Merrilies ,Dauntless و Ovalau بودند.
در سال۱۸۹۰، تعداد کارگران ملانزیایی در ترجیح کارگران هندی وارداتی کاهش یافت، اما آنها همچنان در مکان‌هایی مانند کارخانه‌های قند و بنادر استخدام می‌شدند. در سال۱۹۰۱، فروش ساکنان جزیره در فیجی به قیمت هر نفر ۱۵ پوند ادامه یافت و تنها در سال۱۹۰۲ بود که سیستمی برای پرداخت مستقیم دستمزدهای نقدی ماهانه به کارگران پیشنهاد شد. هنگامی که کارگران جزیره ای در سال۱۹۰۶ از کوئینزلند اخراج شدند، حدود ۳۵۰ نفر به مزارع فیجی منتقل شدند. پس از پایان سیستم استخدام در سال۱۹۱۱، کسانی که در فیجی ماندند در مناطقی مانند منطقه اطراف سووا ساکن شدند. نوادگان چندفرهنگی آن‌ها به عنوان یک جامعه متمایز شناخته می‌شوند، اما برای خارجی‌ها، زبان و فرهنگ آن‌ها را نمی‌توان از بومی‌های فیجی متمایز کرد. نوادگان ساکنان جزیره سلیمان برای دفاع از حق خود برای سکونتگاه‌های سنتی در فیجی ادعای زمین کرده‌اند. یک گروه ساکن در Tamavua-i-Wai در فیجی در ۱ فوریه ۲۰۰۷ حکم دادگاه عالی را به نفع خود دریافت کردند. دادگاه مطالبه کلیسای ادونتیست روز هفتم را برای وادار کردن ساکنان جزیره به تخلیه زمینی که هفتاد سالدر آن زندگی می‌کردند، رد کرد.

## پلینزی فرانسه
در سال۱۸۶۳، ویلیام استوارت، سرمایه‌دار بریتانیایی، شرکت کاشت پنبه و قهوه تاهیتی را در آتیمائونو در ساحل جنوب غربی تاهیتیراه اندازی کرد. در ابتدا استوارت از نیروی کار وارداتیچینی استفاده می‌کرد اما به زودی برای کار در مزرعه به نیروی کار پلینزیایی پرنده سیاه روی آورد. بولی هایز، ناخدای کشتیآمریکاییکه به دلیل فعالیت‌های خود در اقیانوس آرام از دهه ۱۸۵۰ تا ۱۸۷۰ به بدنامی دست یافت، در دسامبر ۱۸۶۸ با کشتی خود رونا همراه با ۱۵۰ مرد ازنیوبه پاپیته، تاهیتیرسید. هایز آنها را برای فروش به عنوان کارگران قراردادی عرضه کرد. فرماندار فرانسوی تاهیتی که در این شرکت سرمایه‌گذاری شده بود، از کشتی‌های دولتی مانند لوسن برای استخدام ساکنان جزایر دریای جنوبی برای استوارت استفاده کرد. این افراد در وضعیت «نیمه برهنه و کاملاً گرسنه» پیاده شدند و در بدو ورود به مزرعه با آنها به عنوان برده رفتار شد. کاپیتان بلکت کشتی مائاروا نیز توسط استوارت اجاره شد تا کارگران را به دست آورد. در سال۱۸۶۹، بلکت ۱۵۰ نفر ازساکنان جزیره گیلبرترا از یک کشتی سیاه پرنده دیگر به قیمت هر سر ۵ پوند خرید. با انتقال آنها به مائاروا، ساکنان جزیره، از جمله ۱۵۰ نفر دیگر که قبلاً در کشتی زندانی بودند، شورش کردند و بلکت و برخی از خدمه را کشتند. خدمه باقی مانده توانستند ساکنان جزیره را در قسمتی از کشتی جدا کرده و سپس از مواد منفجره برای منفجر کردن آنها استفاده کنند. نزدیک به ۲۰۰ نفر در این حادثه کشته شدند و موآروا هنوز هم توانست حدود ۶۰ کارگر زنده مانده را در تاهیتی تخلیه کند.
شرایط مزرعه آتیمائونو با ساعات طولانی، کار سنگین، غذای ضعیف و سرپناه ناکافی بسیار وحشتناک بود. برای کسانی که کار نمی‌کردند مجازات سختی در نظر گرفته شد و بیماری شایع بود. میزان مرگ و میر برای یک گروه از کارگران پرنده سیاه در آتیمائونو حدود ۸۰ درصد بود. ویلیام استوارت در سال۱۸۷۳ درگذشت و یک سالبعد شرکت پنبه و قهوه تاهیتی ورشکست شد.
از پرندگان سیاه بدنام دیگر، یکی از هموطنان بولی هایز بود که به او لقب «قلدر» نیز داده بودند. کاپیتان «قلدر» پروکتور، کارگران معادن نیکل کالدونیای جدید را تهیه می‌کرد و او در دهه‌های ۱۸۷۰ تا ۱۸۹۰ در نومیا، کالدونیای جدید و ساموآ به خوبی شناخته شده بود. او استاد ایکا وولا و ارنستین بود. او همچنین به عنوان «کاپیتان یک پا» شناخته می‌شد و با شلیک تپانچه خود به پای چوبی خود باعث ترس مردم می‌شد. او به قتل ۱۵ نفر مباهات می‌کرد و به خاطر تیراندازی به شوهر زن نیوهبریدی که پروکتور در حال آزار جنسی اش بود، بدنام بود. پس از یک حادثه در Futuna در سال۱۸۷۶ هنگامی که او به ۲ مبلغ حمله کرد، او را دستگیر و از جزیره خارج کردند.

## کالدونیای جدید

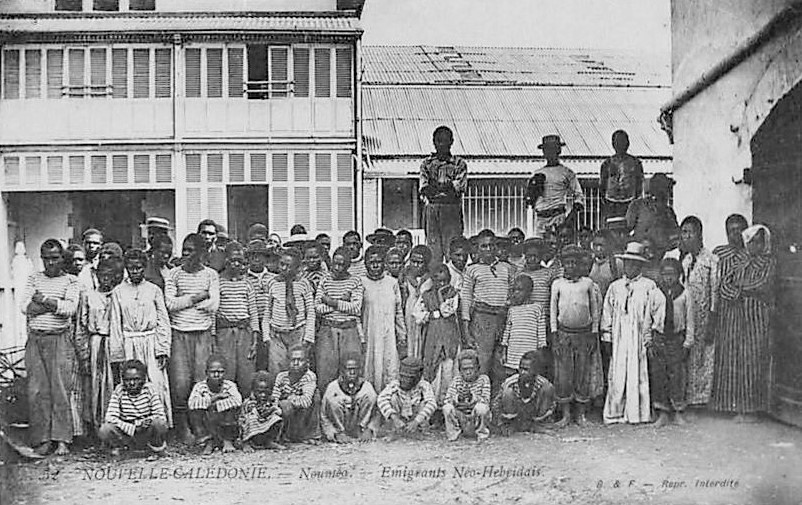
کارگران نیوهبریدز در نومئا.

پرنده سیاه و استخدام ساکنان جزایر دریای جنوبی به عنوان کارگر در مستعمره فرانسه در کالدونیای جدید در سال۱۸۶۵ آغاز شد و تا دهه ۱۹۳۰ ادامه یافت. حدود ۱۵۰۰۰ نفر در این دوره جابجا شدند که اکثریت قریب به اتفاق از نیوهبریدها بودند. در سال۱۸۶۵، دولت استعماری فرانسه با تاجر چوب صندل، اندرو هنری، قرارداد بست تا ۳۳ نفر را از ارومانگو بیاورد. هنری قبلاً در فرستادن کارگران به کوئینزلند برای مزارع پنبه رابرت تاونز شرکت داشت. یکی دیگر از استخدام کنندگان، جان هیگینسون، در سال۱۸۶۸ وارد تجارت شد و تا سال۱۸۷۰، حدود ۷۲۰ جزیره ای برای کار در کالدونیای جدید آورده شدند. رونق معدن در سال۱۸۷۳ شاهد افزایش زیادی در تقاضای نیروی کار بود و تعداد زیادی کشتی درگیر تجارت پرنده سیاه شدند و تنها در سال۱۸۷۴ ۹۰۰ جزیره‌نشین استخدام شدند. جدا از برخی کنترل‌های اولیه دولت در دهه ۱۸۶۰، استخدام جزیره‌نشینان به شدت غیرقانونی و قابل سوءاستفاده بود. کودکان زیر شش سالمی توانند به‌طور قانونی با قراردادهای طولانی تا دوازده سالاستخدام شوند. به این کودکان نیز می‌توان از نظر قانونی تنها نیمی از نرخ بزرگسالان پرداخت کرد و تنها نیمی از جیره‌های لازم را دریافت کرد. تقریباً بین یک چهارم و نیمی از کل جزیره‌ایانی که در کالدونیای جدید منتقل و مجبور به کار شدند، کودکان بودند.
کارگران پرنده سیاه در کالدونیای جدید در مزارع، معدن، دامداری، خدمتکار خانگی و صنایع قایقرانی کار می‌کردند. تقریباً ۳۳ درصد از این کارگران در حالی که در کالدونیای جدید بودند جان خود را از دست دادند و حدود نیمی از کسانی که جان سالم به در بردند هیچ هزینه ای برای زحمات خود دریافت نکردند. آنها اغلب به جزایر مبدأ خود بازگردانده نمی‌شدند و از بین کسانی که بودند، حدود یک سوم آنها در سالاول بازگشت از سلامتی ضعیف ناشی از کار در شرایط وحشتناک در کالدونیای جدید جان خود را از دست دادند. کارگران در حالی که در کالدونیای جدید بودند تحت غذای ناکافی، سرپناه ضعیف و مجازات‌های سخت قرار گرفتند. آنها ممکن است به دلیل کار نکردن به خاطر رضایت کارفرما زندانی شوند، جایی که دولت استعماری از آنها بیشتر به عنوان نیروی کار بدون مزد زندانی استثمار کرد. آنها همچنین پس از مرگ یا ورشکستگی کارفرمای اصلی خود فروخته شده و به دیگر مستعمره نشینان منتقل شدند. کشتی‌های معروف پرنده سیاه که در تجارت نیروی کار به کالدونیای جدید دخیل بودند عبارتند از Aoba ,Annette ,Venus ,Aurora ,Ika Vuka ،آیداهو ،Ambroua و Effie Meikle. کاپیتان‌ها و استخدام کنندگانی که به خاطر آدم‌ربایی و تیراندازی در بازار کالدونیای جدید بدنام بودند عبارتند از: جیمز توتانت پروکتور، «تام سیاه»، ژان لوئیس ویلدیو، مارسیال بریو، چارلز پترسون استوارت، والتر چمپیون، گابریل مادزو و کاپیتان اچ. مک کنزی. شرکت Joubert & Carter که توسط دیدیه نوما ژوبرت و داگلاس کارتر اداره می‌شد، مالک بسیاری از کشتی‌های پرنده سیاه در سالهای اولیه تجارت بود. استخدام در کالدونیای جدید به خوبی در قرن بیستم ادامه یافت، اما با نرخ بسیار پایین‌تر و خشونت کمتر. تنها در دهه ۱۹۳۰ با نزدیک شدن به جنگ جهانی دوم به پایان رسید.

## مکزیک و گواتمالا
در اواخر دهه ۱۸۸۰، رونق تقاضای قهوه در سراسر جهان باعث گسترش رشد قهوه در بسیاری از مناطق از جمله جنوب غربی مکزیک و در همسایگی گواتمالا شد. این گسترش منجر به کمبود نیروی کار محلی برای صاحبان و مدیران مزارع اروپایی در این مناطق شد. ویلیام فورسایت، یک انگلیسی با دانش تخصصی در مورد مزارع استوایی، طرحی را برای استخدام افراد از جزایر گیلبرت برای مقابله با کمبود کارگر در مکزیک و گواتمالا ترویج کرد. در سال۱۸۹۰، کاپیتان لوترل کشتی هلن دبلیو. آلمی اجاره شد و به اقیانوس آرام فرستاده شد و در آنجا ۳۰۰ نفر از ساکنان جزیره گیلبرت را به خدمت گرفت. آنها را در مکزیک تخلیه کردند و برای کار در مزرعه قهوه در نزدیکی تاپاچولا که متعلق به یک آمریکایی به نام جان مگی بود فرستادند. تا سال۱۸۹۴، علیرغم داشتن قراردادی سه ساله، هیچ‌یک به خانه بازنگشتند و تنها ۵۸ نفر هنوز زنده بودند.
در سال۱۸۹۱، بارکی تاهیتیبه فرماندهی کاپیتان فرگوسن مأمور شد تا بار دیگر از اهالی جزیره گیلبرت نیرو به تاپاچولا بیاورد. این کشتی حدود ۳۷۰ جزیره ای از جمله حدود ۱۰۰ کودک را به دست آورد.تاهیتی در حالی که محموله‌های انسانی خود را به قاره آمریکا می‌آورد، از طوفان آسیب دید و مجبور شد در خلیج دریک در شمال سانفرانسیسکو لنگر بیندازد. فرگوسن در میان اتهامات برده داری و پرندگان سیاه، فرماندهی کشتی را به افسر دیگری واگذار کرد و ساکنان جزیره را در زندانی شناور رها کرد. تعمیرات ماه‌ها به تعویق افتاد و در اوایل سال۱۸۹۲،تاهیتیواژگون شد و همه نجات یافتگان غرق شدند.
با وجود این فاجعه، کشتی دیگری به نام مونتسرات برای قرارداد بیشتر با ساکنان جزیره گیلبرت، این بار برای مزارع قهوه در گواتمالا، تجهیز شد. فرگوسن دوباره استخدام شد، اما این بار به عنوان استخدام کننده نه به عنوان کاپیتان. روزنامه‌نگاری در مونتسرات استخدام جزیره نشینان را به عنوان برده داری آشکار توصیف کرد و حتی با وجود اینکه افسران نیروی دریایی سلطنتی برای بازرسی سوار کشتی شده بودند، تفاهمی وجود داشت که به موجب آن مقامات عمداً از بازداشت خدمه مونتسرات خودداری کردند. مونتسرات با حدود ۴۷۰جزیره نشین به گواتمالا رفت و پس از پیاده شدن هر کدام به قیمت ۱۰۰ دلار فروخته شد و ۷۰مایل به سمت مزارع در ارتفاعات رفتند. کار بیش از حد و بیماری باعث مرگ حدود ۲۰۰نفر از آنها شد.
تقریباً ۱۲۰۰ نفر از ساکنان جزیره گیلبرت در سه کشتی برای مزارع قهوه مکزیک و گواتمالا استخدام شدند. تنها ۲۵۰نفر جان سالم به در بردند که بیشتر آنها طی دو سفر در سالهای ۱۸۹۶ و ۱۹۰۸به وطن خود بازگردانده شدند. این نشان دهنده نرخ مرگ و میر ۸۰٪ است.

## پرو

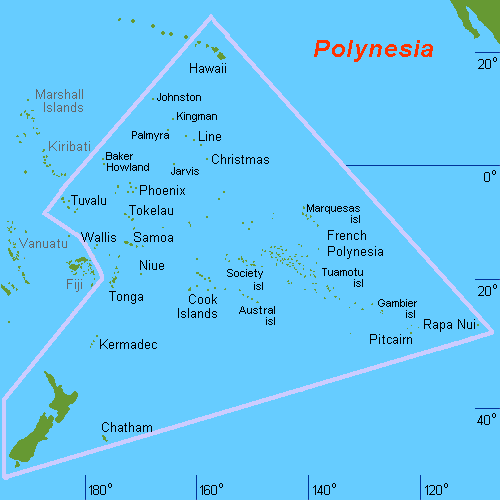
حد جغرافیایی پلی‌نزی که با یک خط صورتی روشن احاطه شده است

برای چندین ماه بین سال‌های ۱۸۶۲ و ۱۸۶۳، خدمه کشتی‌های پرو، جزایر پلی‌نزی، از جزیره ایستر در شرق اقیانوس آرام تا جزایر گیلبرت (کیریباتی کنونی) در غرب را بررسی می‌کردند و به دنبال کارگران بودند تا کمبود شدید نیروی کار در پرو را پر کنند. جوزف چارلز برن، یک سفته باز ایرلندی، حمایت مالی دریافت کرد تا ساکنان جزایر دریای جنوبی را به عنوان کارگران قراردادی وارد کند. کشتی بایرن،آدلانته، در سراسر اقیانوس آرام و در تونگاروا در جزایر کوک شمالی حرکت کرد، او توانست ۲۵۳ نیرو به دست بیاورد که بیش از نیمی از آنها زن و کودک بودند.آدلانته به بندر کالائو در پرو بازگشت، جایی که محموله‌های انسانی فروخته شد و به عنوان کارگر مزرعه و خدمتکار خانگی فرستاده شد. سود قابل توجهی توسط تأمین کنندگان مالی این طرح به دست آمد و تقریباً بلافاصله دیگر دلالان و صاحبان کشتی شروع به کسب درآمد از نیروی کار پولینزی کردند.

### آدم‌ربایی دسته جمعی جزیره ایستر
در پایان سال۱۸۶۲، هشت کشتی پرو که تحت فرماندهی کاپیتان ماروتانی از روزا ای کارمن سازماندهی شده بودند، عملیات مسلحانه ای را در جزیره ایستر انجام دادند که طی چند روز، خدمه به‌طور سیستماتیک روستاها را محاصره کردند و تا حد امکان بسیاری از ساکنان جزیره را دستگیر کردند. در این یورش‌ها و موارد مشابه دیگر که در این دوره در جزیره ایستر رخ داد، ۱۴۰۷ نفر برای تجارت نیروی کار پرو برده شدند. این یک سوم جمعیت جزیره را تشکیل می‌داد. در ماه‌های بعد،روزا و کارمن به همراه حدود ۳۰ کشتی دیگر که درگیر تهیه نیرو برای پرو بودند، افرادی را در سراسر پلی‌نزی ربودند یا به‌طور فریبنده‌ای به دست آوردند. کشتی کاپیتان ماروتانی به تنهایی مردم نیوئه ،ساموآ و توکلائو و همچنین افرادی را که او از جزیره ایستر ربوده بود، برد.

### 'آتا آدم‌ربایی دسته جمعی

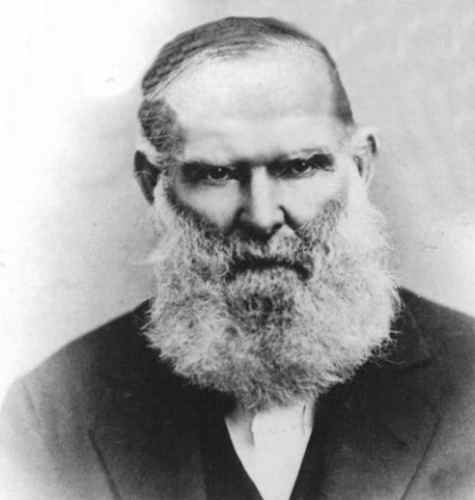
کاپیتان تی جی مک گرات، استاد زبان یونانی

در ژوئن ۱۸۶۳، حدود ۳۵۰ نفر در آتا، یک جزیره مرجانی در تونگا زندگی می‌کردند. کاپیتان توماس جیمز مک‌گرات نهنگ‌بان تاسمانی گرسیانکه به این نتیجه رسیده بود که تجارت برده جدید سودآورتر از صید نهنگ است، به جزیره مرجانی رفت و ساکنان جزیره را برای تجارت دعوت کرد. با این حال، هنگامی که تقریباً نیمی از جمعیت در کشتی بودند، دستور داد محفظه‌های کشتی قفل شوند و کشتی حرکت کرد. این ۱۴۴ نفر هرگز به خانه‌های خود بازنگشتند.گرسیانبا یک کشتی برده پرو به نام ژنرال پریم ملاقات کرد و ساکنان جزیره به این کشتی منتقل شدند و آنها را به کالائو منتقل کرد. به دلیل قوانین جدید دولت در پرو علیه تجارت پرنده سیاه، جزیره نشینان اجازه پیاده شدن را نداشتند و تا زمانی که بازگرداندن آنها سازماندهی شده بود، هفته‌ها در کشتی ماندند. سرانجام در۲ اکتبر۱۸۶۳، زمانی که بسیاری از آتاهای زندانی در اثر غفلت و بیماری جان خود را از دست داده بودند یا در حال مرگ بودند، کشتی برای بازگرداندن آنها سازماندهی شد. با این حال، این کشتی تونگان‌ها را در جزیره خالی از سکنه کوکوس رها کرد. یک ماه بعد کشتی جنگی پرو تومبز برای نجات ۳۸ بازمانده باقیمانده رفت و آنها را به بندر پایتا در پرو برد، جایی که احتمالاً در آنجا جان باختند.

### فریب در تووالو
کشیش AW Murray، اولین مبلغ اروپایی در تووالو، شیوه‌های پرنده سیاه در جزایر الیس را شرح داد. او گفت که آنها به ساکنان جزیره قول دادند که در هنگام کار در تولید روغن نارگیل در مورد خدا آموزش ببینند، اما مقصد مورد نظر بردگان جزایر چینچا در پرو بود. کشیش موری گزارش داد که در سال۱۸۶۳، حدود ۱۸۰ نفر فونافوتی و حدود ۲۰۰ نفر از نوکولائه‌لائه گرفته شدند.

### نرخ مرگ و میر شدید
تجارت نیروی کار پرو در پلینزی‌ها کوتاه مدت بود و فقط از۱۸۶۲ تا ۱۸۶۳ ادامه داشت. در این دوره حدود ۳۶۳۴ پولینزیایی استخدام شدند. بیش از ۲۰۰۰ نفر بر اثر بیماری، گرسنگی یا بی‌توجهی در کشتی‌های پرنده سیاه یا در مکان‌هایی که به آنجا فرستاده می‌شدند جان خود را از دست دادند. دولت پرو در سال۱۸۶۳ این عملیات را تعطیل کرد و دستور داد کسانی که جان سالم به در برده بودند بازگردانده شوند. شیوع آبله واسهال خونیدر پروبا این عملیات همراه بود که منجر به مرگ ۱۰۳۰ کارگر پلینزی دیگر شد. برخی از ساکنان جزیره به اندازه کافی زنده ماندند تا این بیماری‌های مسریرا به جزایر اصلی خود بیاورند و باعث بیماری‌های همه گیر محلی و مرگ و میر بیشتر شود. تا سال۱۸۶۶، تنها حدود ۲۵۰ نفر از افراد به کار گرفته شده زنده مانده بودند و حدود ۱۰۰ نفر از آنها در پرو باقی مانده بودند؛ بنابراین میزان مرگ و میر ۹۳ درصد بود.

## ساموآ
در اواخر دهه ۱۸۵۰، تاجر آلمانی یوهان سزار ششم. گودفروی یک شرکت بازرگانی مستقر در آپیا در جزیره Upolu در ساموآ تأسیس کرد. شرکت او،JC Godeffroy & Sohn، توانست با فروش اسلحه گرم و تشدید درگیری‌های جناحی، زمین‌های زیادی را از جمعیت بومی در زمان ناآرامی‌های داخلی بدست آورد. تا سال۱۸۷۲، این شرکت مالک بیش از ۱۰۰۰۰۰ هکتار در Upolu بود و کشت پنبه و سایر مزارع کشاورزی خود را در این جزیره بسیار گسترش داد. برای کار در این مزارع به نیروی کار ارزان نیاز بود و عملیات پرنده سیاه آلمانی‌ها در این زمان گسترش یافت. پس از استفاده اولیه از افراد نیوئه، این شرکت کشتی‌های کارگری را به جزایر گیلبرت و جزایر نوموی فرستاد و از کمبود مواد غذایی در آنجا برای استخدام افراد زیادی برای مزارع خود در ساموآ استفاده کرد. مردان، زنان و کودکان در هر سنی را بردند، جدا کردند و در شرایط سخت با تسلیم شدن به بیماری و رژیم غذایی نامناسب به کار فرستادند.
در سال۱۸۸۰ این شرکت به نام Deutsche Handels und Plantagen Gesellschaft (DHPG) شناخته شد و مزارع ساموایی خود را بیشتر گسترش داد. جذب نیروی کار در این مرحله به بریتانیای جدید، ایرلند جدید و جزایر سلیمان تبدیل شد. کشتی سیاه پرنده آلمانی،Upolu، در این منطقه به خوبی شناخته شد و در هنگام استخدام در چندین درگیری با جزیره نشینان شرکت کرد. کارگران وارداتی چینی در نهایت مطلوب‌تر شدند، اما جذب نیروی کار از جزایر ملانزی تا زمان انتقال قدرت از آلمانی‌ها به نیوزیلند در آغاز جنگ جهانی ادامه یافت.
مزارع بزرگ بریتانیایی و آمریکایی که دارای کشتی‌های پرنده سیاه بودند یا از نیروی کار پرنده سیاه بهره‌برداری می‌کردند نیز در ساموآی استعماری وجود داشتند. شرکت W & A McArthur نماینده منافع انگلیس-استرالیا یکی از این ها بود و کشتی‌های استخدام‌کننده مانند Ubea ,Florida و Maria در ساموآ مستقر بودند. در سال۱۸۸۰، خدمه کشتی سیاه پرنده بریتانیایی،مری اندرسون، درگیر تیراندازی برای نیروگیری در کشتی بودند، در حالی که در سال1894 Aele در نیروگیری از ساکنان جزیره گیلبرت شرکت داشت.

## ایالات متحده

### جزایر هاوایی
صنعت شکر در جزایر هاوایی در اوایل دهه ۱۸۷۰ به سرعت در حال گسترش بود و علیرغم اینکه بیش از ۵۰ درصد از مردان بومی هاوایی به عنوان کارگر در این مزارع استفاده می‌شدند، تعداد کافی برای همگام شدن با تولید وجود نداشت. از سال۱۸۶۸ تا ۱۸۷۲، حدود ۲۰۰ نفر از مناطقی مانند تاهیتی ،جزایر کارولین و جزایر لاین برای کار در مزارع هاوایی متعلق به استعمارگران اروپایی استخدام شدند. اکثر این افراد فوت کردند و عملیات ناموفق تلقی شد. با این حال، در سال۱۸۷۷، مقامات بریتانیایی در هاوایی، سیستم سازماندهی شده‌تری را برای استخدام جزایر اقیانوس آرام برنامه‌ریزی کردند. کاپیتان HW Mist نیروی دریایی سلطنتی برای ترتیب دادن محموله بزرگی از جزیره نشینان برای استخدام در هاوایی استخدام شد. میست کشتی Stormbird را در سیدنی خرید و یک افسر سابق نیروی دریایی به نام کاپیتان جورج جکسون را برای هدایت این اکسپدیشن منصوب کرد. در این اولین سفر،Stormbird 85 نفر را از روتوما ،نونوتی ،مایانا و تابیتیویا به دست آورد. جکسون در پونپی در راه هاوایی تماس گرفت، جایی که یک رئیس محلی را به زنجیر کشید و دیگری را که تلاش می‌کرد نجات دهد شلیک کرد. در طول سفر، جکسون سعی کرده بود تعدادی از زنان جوان اهل مایانا را با اسلحه ربوده باشد، اما با حضور کشتی دیگری متوقف شد.
استورمبرد پنج سفر دیگر را برای نیروگیری انجام داد که شامل خشونت و آدم‌ربایی بیشتر بود و بیشتر به سمت جزایر گیلبرترفت. در یک موقعیت، کارگزار دولتی در کشتی، هنری فریمن، یک قایق از اهالی جزیره گیلبرت را از کشتی پرنده سیاه دیگری به نام Sea Waif خریداری کرد. در سال۱۸۸۰ تجارت نیروی کار به هاوایی به نیوهبرید گسترش یافت. کاپیتان کادیگان از پومار مردم را از طریق حملات شبانه، حملات مسلحانه و شلیک توپ به سمت قایق‌ها از این جزایر برد. نرخ مرگ و میر افراد استخدام شده در کشتی پومار هنگام انتقال آنها به هاواییبه ۲۰٪ رسید. کاپیتان تیرنی از کشتی کارگری هازارد توسط شرکت کار و تأمین نیروی کار کاشت هاوایی ۱۵ دلار به ازای هر نیرو دریافت می‌کرد و در نتیجه از فریب زیادی برای به دست آوردن سهمیه ای سودآور از محموله انسانی استفاده می‌کرد. سایر کشتی‌های درگیر عبارتند از کالونا, Elsinore, هاوایی, نیکلاس, مانا و آلی روو آخرین سفر استخدامی به جزایر اقیانوس آرام را برای مزارع هاوایی در سال۱۸۸۷ انجام داد. این کشتی به فرماندهی کاپیتان فیلیپس به‌طور غیرقانونی و بدون مجوز پیش رفت و فیلیپس نیز بعداً در رابطه با این سفر نهایی به آدم‌ربایی متهم و محکوم شد.
از سال۱۸۶۸ تا سال۱۸۸۷ که استخدام جزایر اقیانوس آرام به هاوایی تا حد زیادی با طرح مقرون به صرفه مهاجرت ژاپن جایگزین شد، حدود ۲۶۰۰ جزیره‌نشین استخدام شدند. از سال۱۸۸۰ تا ۱۸۸۳، این افراد با تدابیر شدید دولتی محافظت می‌شدند که شامل یک محافظ منصوب از ساکنان جزایر اقیانوس آرام، بررسی‌های معمول شرایط کارگران و توانایی کارگران برای بردن کارفرمایان به دادگاه برای بدرفتاری بود. به این کارگران، معمولاً با قراردادهای ۳ ساله، در پایان هر ماه دستمزد نقدی نیز پرداخت می‌شد که از ۱۰ پوند تا ۱۶ پوند در سالمی شد. با وجود این شرایط در این سال‌ها، میزان مرگ و میر کارگران همچنان بالای ۱۰ درصد برای هر سالبود. در خارج از این سالها که حمایت‌ها کمتر بود، میزان مرگ و میر بسیار بالاتر بود.
هنگامی که استخدام در سال۱۸۸۷ به پایان رسید، ۶۵۰ کارگر جزیره‌ای اقیانوس آرام در هاوایی باقی ماندند یا رها شدند و تا سال۱۸۹۵ این تعداد به کمتر از ۴۰۰ کاهش یافت در سال۱۹۰۴٬۲۲۰ نفر عمدتاً از ساکنان جزیره گیلبرت در هونولولو و مائوئی به زندگی در فقر ادامه دادند. این افراد دور هم جمع شدند و در همان سالبه جزایر گیلبرت بازگردانده شدند، جایی که در سرزمینی که بیست سالاز آن غایب بودند با فقر بیشتری روبرو شدند.

### معکوس کردن راه‌آهن زیرزمینی
از زمان استعمار در ایالات متحده، راه‌آهن زیرزمینی معکوس برای دستگیری آفریقایی-آمریکایی‌های آزاد و بردگان فراری و فروختن آنها وجود داشت که بویژه در قرن نوزدهم پس از غیرقانونی شدن تجارت برده در اقیانوس اطلس رایج بود. افرادی از تبار اروپایی مسئول این امر بودند. شهر نیویورک و فیلادلفیا بخصوص مکان‌های برجسته‌ای برای کار این آدم ربایان بودند که باعث می‌شد ترس از ربوده شدن رایج شود.

## بازنمایی در فرهنگ عامه
جک لندن، نویسنده آمریکایی، در خاطرات خود،«کروز اسنارک» (۱۹۰۷)، حادثه‌ای در مرداب لانگا لانگا مالایتا ،جزایر سلیمان، زمانی که جزیره‌نشینان محلی به یک کشتی «استخدام‌کننده» حمله کردند، بازگو کرد:
هنوز نشانه‌های تاماهاوک را در خود داشتند، جایی که مالائیت‌ها در لانگا لانگا چند ماه قبل پس از سلاخی خونین سلف یانسن، کاپیتان مکنزی، به انبار تفنگ‌ها و مهمات قفل شده در آن نفوذ کردند. از آتش زدن کشتی هرطور بود توسط خدمه سیاه پوست جلوگیری شد، اما این امر آنقدر بی‌سابقه بود که مالک از همدستی بین آنها و طرف مهاجم می‌ترسید. با این حال، نمی‌توان آن را ثابت کرد و ما با اکثریت همین خدمه کشتی‌رانی کردیم. کاپیتان با لبخند به ما هشدار داد که همان قبیله هنوز به دو سر دیگر از مینوتا برای مرگ در مزرعه یزابل نیازدارد. (ص ۳۸۷)[۱۵۶].
او در قسمت دیگری از همین کتاب می‌نویسد:
سه روز بی ثمر در سوو سپری شد. مینوتا هیچ عضوگیری از بوش نداشت و بوشمن‌ها هیچ سر از مینوتا نگرفتند. (ص ۲۷۰).
ژان امبارای ماهیگیر ترپانگ اثر ژرژ بادو، رمانی نیمه تخیلی، به تاریخ بی رحمانه تجارت کاناکا می‌پردازد و ارتباطات امپراتوری قرن نوزدهم بین اقیانوس آرام فرانسه و بریتانیا را برجسته می‌کند. این کتاب که در سال۲۰۱۵ توسط کارین اسپیدی از فرانسوی اصلی ترجمه شد، دیدگاهی فرانسوی/کالدونیایی جدید در مورد پرنده سیاه در اقیانوس آرام ارائه می‌کند که اولین بار در سال۱۹۱۹ منتشر شد.
هنرمند جزمین توگو بریسبی در مورد پرنده سیاه آثار هنری خلق می‌کند. او از نسل چهارم بردگانی است که در سال۱۸۶۳ از وانواتو ربوده شدند. او در حال حاضر در نیوزلند مستقر است، نمایشگاه‌های او شامل Bitter Sweet در Te Uru در سال۲۰۱۶، و Birds of Passage در گالری مدرسه هنر Dunedin در سال۲۰۱۹ است